# Ulysses S. Grant
Ulysses Simpson Grant (született Hiram Ulysses Grant) (Point Pleasant, Ohio, 1822. április 27. – Wilton, New York, 1885. július 23.) amerikai katona, politikus, hazája 18. elnöke 1869 és 1877 között. 
Az Amerikai Egyesült Államok hadseregének vezénylő tábornokaként szorosan együttműködött Abraham Lincoln elnökkel az uniós hadsereg győzelemre vezetésében az Amerikai Konföderációs Államok fegyveres erejével szemben az amerikai polgárháború során. A rekonstrukció során elődjével, a Kongresszussal éles ellentétbe kerülő Andrew Johnsonnal ellentétes politikát folytatott. A kétszer elnökké választott Grant a Republikánus Párttal a konföderációs nacionalizmus és a déli nemzettudat elfojtásán szorgoskodott, valamint fellépett a rabszolgaság megőrzése ellen, védve a felszabadított négerek állampolgári jogát és a nemzetgazdasági prosperitást előmozdítva. Elnöki tevékenységét gyakran illetik kritikával a korrupció eltűrése miatt, és mert második terminusa közben az országot súlyos gazdasági válságba vezette.

## Pályafutása
1843-ban végzett az Egyesült Államok hadiakadémiáján, a West Pointon és a mexikói–amerikai háborúban való részvétel után leszerelt. A polgárháború 1861-es kitörésekor újra belépett a hadseregbe. 1862-ben Grant fontos erődök elfoglalásával ellenőrzése alá vonta Kentuckyt és Tennessee nagy részét, majd nehezen és a közvéleményt sokkolóan súlyos veszteségek árán kivívott győzelmet aratott a shiloh-i ütközetben. A kétes teljesítmény miatt rövid időre leváltották, de mivel rámenős és kezdeményezőképes parancsnok hírében állt, újra vezető beosztást kapott. 1863 júliusában hosszas és terméketlen erőfeszítések után kivívta Vicksburg erődjének bevételét. Munkáját és megélhetését vesztett néger rabszolgákat emelt a hadserege tagjai közé, hogy a háborús erőfeszítéseket elősegítse. Vicksburg bevételével kiterjesztette az Unió fennhatóságát a Mississippi völgyének teljes hosszára és kettészelte a Konföderáció területét. 
A chattanoogai hadjárat sikere után Lincoln előléptette altábornaggyá és kinevezte az uniós seregek vezénylő tábornokává. Grant a közvéleményt sokkolóan véres hadjáratot vezetett Robert E. Lee déli hadserege ellen 1864-ben. Szerencséjére azonban meglehetősen kevés látható eredményt hozó hadjáratával egy időben a vele szorosan együttműködő Sherman döntő győzelmeket aratott és megtörte a Konföderáció ellenállását a nyugati hadszíntéren. Grant irányítása alatt a veszteségekre tekintettel nem levő hadvezetés letaglózó pusztítást végzett a Konföderáció hátországában, mely végül kikényszerítette Lee fegyverletételét az appomattoxi csatát követően, mely véget vetett a háborúnak. Történészek gyakran dicsérik Grant katonai hozzáértését, stratégiáit pedig katonai tankönyvek oktatják, ugyanakkor azonban történészek kisebb csoportja rámutat, hogy a Grant rendelkezésére álló túlerővel való győzelmekhez nem szükséges katonai géniusznak lenni, s hogy győzelmeit nem kimagasló stratégiájának köszönhette, hanem a mindent lehengerlő túlerejének.
A polgárháborút követően Grant vezette a hadsereg megszállása mellett folyó rekonstrukciót, mellyel a korábbi konföderációs államokat óhajtották az északi elveknek megfelelő formájúra alakítani. 1868-ban elnökké választották, 1872-ben újraválasztották, s ezen idő alatt Grant megszilárdította a szétszakadt és erőszakkal újra összeforrasztott nemzet stabilitását. Grant intézkedéseivel felszámolta a Ku-Klux-Klan terrorját és a hadsereg, valamint az igazságügy segítségével biztosította a polgárjog és a szavazati jog érvényesülését a déli államokban. 
A hadsereg közreműködésével építette fel a Republikánus Pártot délen, melyet a frissen szavazójogot kapott négerek támogatására, az északról odatelepülőre, és a kevés helyi támogatóra alapozott. A 14. alkotmány kiegészítés általi korábbi konföderációsok jogfosztása révén létrehozott republikánus többségek négereket választottak a Kongresszusba és egyéb állami hivatalok betöltésére. Második elnöki terminusában a déli republikánus koalíciók szétestek és egymás után vereségeket szenvedtek konzervatív fehér választási győzelmek által, melyhez jogi korlátozásokat és a feketék megfélemlítését is felhasználták. 
Grant indiánokat illető békepolitikája kezdetben csökkentette a határvidékek erőszakosságát, de leginkább mégis az 1876-os nagy sziú háborúról híresült el, melyben George Armstrong Custer tábornok és ezredét kis híján az utolsó emberig megsemmisítették a Little Bighorn-i ütközetben. Elnöksége idején Grant kongresszusi vizsgálatokkal kellett szembenézzen a végrehajtó ág intézményeiben elharapózott korrupció miatt, beleértve két kabinettagjának megvesztegetése miatt emelt vádakat. Grant adminisztrációja vezette be az aranysztenderdet és erősítette a dollár árfolyamát.
Külpolitikájában Grant élénkíteni akarta az ország kereskedelmét és növelni befolyását a béke megőrzése mellett. Adminisztrációja sikerrel megoldotta az Alabama-ügy okozta, háborúval fenyegető feszültséget az Egyesült Királysággal. Grant nem bocsátkozott háborúba Spanyolországgal sem a Virginius-incidens miatt, de a Kongresszus elutasította a Dominikai Köztársaságot illető annektálási próbálkozását. Az 1873-as tőzsdepánikra a New York-i bankházaknak nyújtott pénzügyi segítséggel válaszolt, de nem tudta feltartóztatni az ezáltal indított ötéves gazdasági válságot, mely magas munkanélküliséget, alacsony üzleti nyereségeket és csődöket okozott. 1877-ben hivatala elhagyása után két évig tartó világ körüli útra indult, melyen elismerésekkel illették.
1880-ban Grant megpróbálta ismét megszerezni a republikánus elnöki jelölést, de ezúttal sikertelenül. Befektetései üzleti nehézségeivel és a torkát megtámadó rákkal küzdve megírta személyes visszaemlékezését, melyet a kritika lelkesen fogadott és pénzügyi sikert is hozott családjának. Grant a kézirat lezárása után pár nappal halt meg, 1885-ben. Halála túláradó érzelmeket keltett az országban. A történészek megítélése az 1880-as évek előtt lesújtó volt politikai tevékenységét illetően és általában az átlagosnál gyengébbre értékelték elnöki teljesítményét. A kritika gazdasági melléfogásait és az elbukott dominikai annexiós egyezményt emeli ki, míg méltatói az indián bennszülöttekkel való törődését és a négerek polgárjogainak, illetve a választójogának védelmére fókuszálnak, melyek miatt megítélése az 1880-as évektől kezdve valamelyest javult.

## Ifjúsága

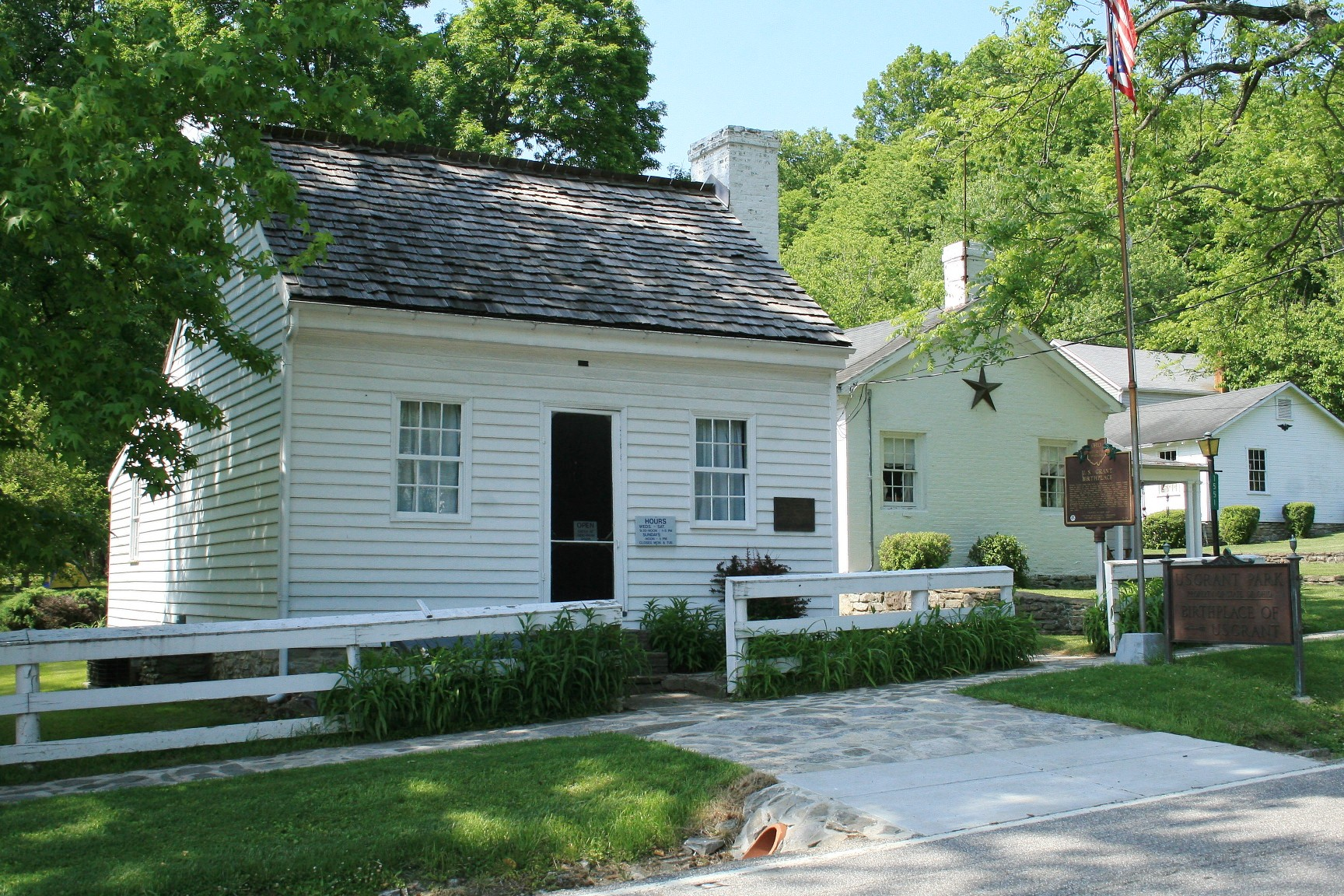
Grant szülőháza az ohiói Point Pleasantben

Hiram Ulysses Grant 1822. április 27-én született az ohiói Point Pleasantben. Apja Jesse Root Grant cserzővarga, anyja Hanna Simpson Grant volt. Ősei, Matthew és Priscilla Grant 1630-ban a Mary and John hajó fedélzetén érkeztek az újvilágba és a Massachusetts Bay kolónia területén települtek le. Grant ükapja harcolt a Hétéves háború amerikai hadszínterén, nagyapja pedig az amerikai függetlenségi háborúban Bunker Hillnél. Grant apja whig volt, aki némileg hajlott az abolíció felé. 1823-ban a család a szintén ohiói Georgetown faluba költözött Brown megyében, és további öt testvére született: Simpson, Clara, Orvil, Jennie, és Mary.
A fiatal Ulysses rendszeresen látogatta az iskolát. Apja cserzővállalkozása révén a család szerény jómódban élt. Ulysses noha gyűlölte a cserzőmesterséget, apja farmján maradt dolgozni. Testvéreivel ellentétben őt nem kényszerítették szülei a metodista istentiszteletekre; Ettől fogva egész életében egymagában imádkozott és nem csatlakozott egyetlen felekezethez sem. Ismerősei és fia úgy gondolták, hogy agnosztikus. Ifjú korától fogva különleges érzékkel bírt a lovakhoz, kiválóan tudta irányítani őket és együtt dolgozni velük. Tábornokként mindig a legerősebb és legbetöretlenebb lovakat választotta, s néha meg is sérült lovaglás közben.
1839-ben, 17 éves korában Thomas L. Hamer kongresszusi képviselő – Grant szándékával ellentétben – beajánlotta egy megüresedett kadéti helyre és az ő révén felvételt nyert az Egyesült Államok West Point katonai akadémiájára. Hamer tévesen "az ohiói Ulysses S. Grant"-nek írta nevét és ettől kezdve ez lett felvett neve. „Sam” lett a beceneve a kollégiumban, mivel "U. S." monogramja egybevágott az Egyesült Államokra használt "Uncle Sam" kifejezéssel. Későbbi visszaemlékezése szerint "a katonai élet nem tudott megragadni". Fegyelmezetlen volt, nem vette komolyan a munkát, de kivételes képességei hozzásegítették ahhoz, hogy sikeresen elvégezze a hadiakadémiát. Elhanyagolta tanulmányait, de matematikából és földrajzból átlag fölötti jegyeket szerzett.
Csendes természetével pár igaz barátot szerzett magának, mint Frederick Tracy Dent és Rufus Ingalls. Grantet félelmet nem ismerő és kiváló lovasnak ismerték; a felállított ugratási magasságrekordját 25 évig nem tudták megdönteni. Robert Walter Weir romantikus festőművész keze alatt tanult és kilenc alkotását hagyta az utókorra. 1843-ban végzett, 39 fős évfolyamának 21. eredményével. Boldogan hagyta el az akadémiát, és azt tervezte, hogy a négyéves szolgálat után leszerel. Szeretett volna bekerülni az oktatói karba, de ez nem sikerült, így a katonatiszti karrierje során előbb Missouriban szolgált. Kiváló lovaglótudása ellenére nem a lovassághoz osztották be (a beosztást a tanulmányi teljesítménye alapján kapták a végzősök, nem képességeik alapján), hanem a 4. gyalogezredhez. Itt az ezred szállásmestere lett, készleteket és felszerelést kezelt és címzetes hadnagyi rangot kapott.

## Katonai karrierje és magánélete

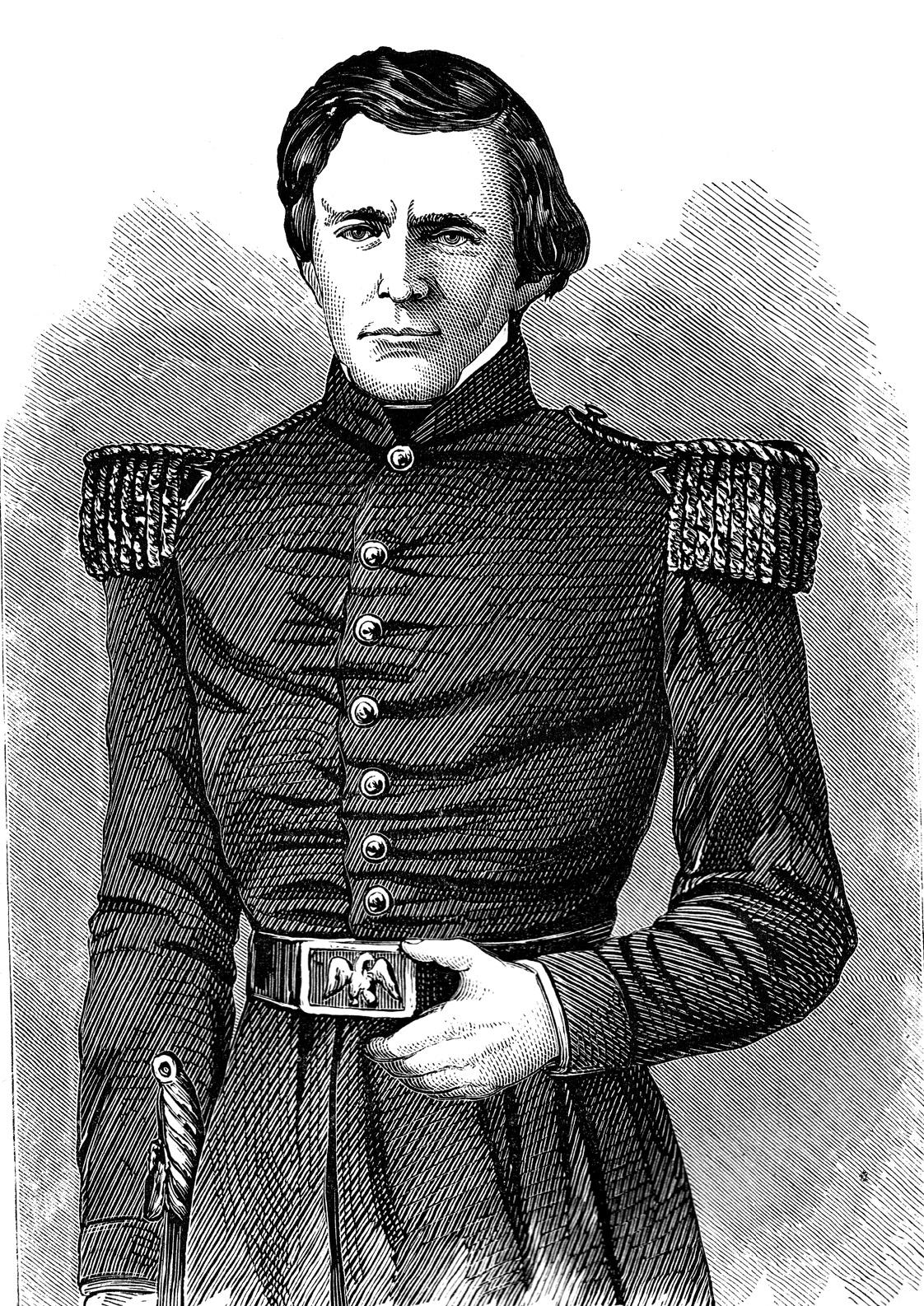
Ulysses S. Grant alhadnagy egyenruhában 1843-ban.

Grant diploma utáni első állomáshelye a St. Louis melletti Jefferson Barracks volt. Ez volt az USA legnagyobb katonai bázisa a nyugati területeken akkoriban, melyet Stephen W. Kearny ezredes irányított. Grant elégedett volt új parancsnokával, de alig várta katonai szolgálata végét, hogy tanári karrierbe kezdhessen. Missouriban évfolyamtársa, Frederick Tracy Dent családját látogatta szabadidejében és 1844-ben eljegyezte húgát, Juliat.
A Mexikóval romló kapcsolatok miatt Grant egységét az Army of Observation hadsereg részeként átvezényelték Louisianába, ahol Zachary Taylor vezérőrnagy vette át a parancsnokságot. A mexikói–amerikai háború 1846-os kitörésével a hadsereg Mexikó földjére lépett. Grant szállásmesteri beosztása ellenére lovasrohamot vezetett a Resaca de la Palma-i ütközetben. A monterreyi ütközetben ismét tanúbizonyságot tett lovas képességeiről, mikor önként jelentkezett futárként a ló oldala mögött megbújva végigvágtatni a lövészektől hemzsegő utcákon. James Knox Polk elnököt aggasztotta Taylor növekvő népszerűsége, ezért kettéosztotta erőit és néhány csapatot haza küldött egy új Winfield Scott parancsnoksága alá tartozó hadsereg felállítása céljából. Ezek közé tartozott Grant egysége is.
Scott hadserege Veracruznál szállt partra és Mexikóváros felé nyomult előre. A Molino del Rey-i ütközetben és a chapultepeci ütközetben, Mexikóváros külvárosában összecsaptak a mexikói fegyveres erőkkel. Grant szállásmesteri beosztásából fakadóan a készletekért volt felelős, így nem harcolt, de veszélyesebb feladatra vágyakozva végül kapott egy lehetőséget. Chapultepecnél embereivel bevontatott egy szétszedett mozsárágyút egy templomba, összerakatta és a közelben levő mexikói csapatokat lőtte vele. Bátorsága és kezdeményezőkészsége címzetes hadnagyi rangra való előléptetést hozott számára, majd később ideiglenesen százados lett. Scott hadserege bevette a várost Mexikó pedig békét kért, majd hamarosan aláírta a Guadalupe Hidalgó-i békeegyezményt.
A háborúban kitűnt Grant kiváló földrajzi tájékozódó képessége, terepérzéke, jeles térkép- és útikalauz gyűjteménye volt, jobb mint az amerikai hadseregnek; térképgyűjtő szenvedélyének különösen nagy hasznát vette később a polgárháborúban. A háború alatt Grant Scott és mások taktikáját és stratégiáját tanulmányozta, gyakran előre megérezve a bekövetkező húzásokat. Memoárja szerint így tanulta a katonai vezetőképességet és visszatekintve Taylor hadvezetési stílusával tudott azonosulni. Ettől függetlenül azonban a mexikói háborút bűnnek tekintette, és a következtében előálló területi nyereséggel pedig a rabszolgaság kiterjesztését fogják szolgálni. Grant 1883-ban úgy emlékezett, miszerint: „Keserűen elleneztem és mind a mai napig így érzek, az intézkedések iránt, melyek ehhez az erősebb ellenfél által egy gyengébb ellen vívott valaha létezett legigazságtalanabb háborúhoz vezettek.” Véleménye szerint a polgárháború a Mexikó ellen elkövetett agresszió büntetése volt.
Bár hivatásom szerint katona vagyok, sohasem szerettem a háborút, és csak akkor pártoltam azt, ha a béke eszközének láttam.
Grant kötelező szolgálata a háború alatt lejárt, de a továbbszolgálást választotta. Négy évvel eljegyzése után, 1848. augusztus 22-én megházasodott, melyen későbbi ellenfele, James Longstreet volt a tanúja. Négy gyermekük született: Frederick, Ulysses Jr. ("Buck"), Ellen ("Nellie"), és Jesse. Grant első Mexikó utáni megbízatása Detroitba vezényelte, majd pedig New Yorkba. 1852-ben Grantet nyugatra küldték, az oregoni Fort Vancouverbe. A Ulysses Jr. születését váró, nyolc hónapos várandós Julia, korábbi útjaikkal ellentétben nem kísérte el. Az odaút alatt útitársai között kolerajárvány tört ki, mely 150 halálos áldozatot követelt. Grant hordágyakat és kórházi eszközöket rögtönzött a betegek ápolása érdekében. San Franciscóból a kaliforniai aranyláz tetőfokán indult útnak.
Grant a kajusze háborút követő időkben érkezett a Csendes-óceán partjára, az Egyesült Államok északnyugati részére; a hadsereg az indiánok és a telepesek szétválasztásának feladatának ellátásán fáradozott. Hogy a hadseregtől kapott, családja fenntartásához nem elégséges fizetését kiegészítse, Grant számos üzleti vállalkozásba kezdett és bele is bukott, mellyel megerősítette Jesse Grant abbéli hitét, hogy fiának nincs érzéke az üzlethez. A családjától való távollét frusztrálta, és a híresztelések szerint mérték nélkül ivott.
1853 nyarán századossá léptették elő és Grantet a 4. gyalogezred F századhoz vezényelték a kaliforniai Fort Humboldtba. Az erőd parancsnoka Robert C. Buchanan alezredes értesülést szerzett Grant egyik szolgálaton kívüli részegeskedéséről, mikor egy számvevő tiszt asztalánál mulatott. A hadbíróság vezetőjeként ultimátumot adott Grantnek, melyet az elfogadott és 1854. július 31-ével indoklás nélkül leszerelt és visszatért St. Louisba. A hadügyminisztérium aktájába azt írta „Jóhírét semmi nem csorbítja.” Leszerelése után a hadseregben megmaradt a részegeskedés pletykája vele kapcsolatban. Évekkel később azt mondta: „a mértéktelenség bűne nem kis mértékben járult hozzá leszerelési döntésemhez.”

## Küzdelem a civil élet kihívásaival

Grant Missouri államban épített családi otthona, melyet Hardscrabble-nek, kb. Verejtékesnek hívott (v.ö. verejtékes munka)

32 éves korában civil hivatás nélkül Grant hét szűk esztendőt élt meg. Apja először felajánlotta, hogy dolgozzon az illinois-i Galenában található cserzővállalkozásában, azzal a feltétellel, hogy Julia és a gyerekek Missouriban maradnak a Simpson, vagy Kentuckyban a Grant nagyszülőkkel. Ulysses és Julia azonban nem akartak megint egymástól távol lenni és elhárították az ajánlatot. 1855-ben Grant sógora farmján, St. Louis közelében földműveléssel foglalkozott, ahol Julia apja rabszolgáit dolgoztatta. A farm nem volt sikeres, ezért mellékkeresetként tűzifát árult a St. Louis-i utcasarkokon.
1856-ban Granték Julia apjának farmjára költöztek, ahol felépítették a Grant által Hardscrabble-nek hívott otthonukat. Julia utálta a rusztikus házat, melyet ronda kunyhónak írta le. 1857-ben Grant apósától vett egy rabszolgát, egy harmincöt éves, William Jones nevű négert. Az 1857-es gazdasági válság sok más farmerrel együtt tönkretette Grantet is, és 1858-ban bérbe kellett adnia a Hardscrabble farmot.
A mezőgazdasági sikertelenség után Granték elhagyták a farmot, mikor negyedik gyermekük megszületett 1858-ban. Grant eladás helyett 1859-ben felszabadította rabszolgáját; egy olyan pillanatban, mikor a rabszolgák ára igen magas volt és Grantnek nagy szüksége lett volna a pénzre. 1860-ban a család egy kis házat vett St. Louis-ban és Ulysses Julia unokatestvérével, Harry Boggs-szal adósságbehajtóként dolgozott – ismét sikertelenül. Később apja, Jesse felajánlotta neki a galenai cserzővállalkozást, immár feltételek támasztása nélkül, és Grant elfogadta. A "Grant & Perkins" bőrárubolt gyeplőket, nyergeket, hámokat és más bőrtárgyakat árult, és a jól menő galenai vidék farmereitől vásárolta hozzá az irhaalapanyagot. Grant és a család itt bérelt házat.
Grant a polgárháború előtt nem fejtett ki politikai aktivitást. Apósa ismert demokrata volt Missouriban, s részben emiatt Grant elbukott egy lehetőséget, hogy a megye mérnöke lehessen 1859-ben, mivel apja pedig makacs republikánus volt Galenában. Az 1856-os választáson, Grant első voksát a demokrata James Buchananre adta, később úgy magyarázva, hogy lényegében ő John C. Frémont, az első republikánus elnökjelölt ellen szavazott, mivel aggasztotta, hogy Frémont rabszolgaság-ellenes politikája kiválásra fogja késztetni a déli államokat. 1860-ban az északi demokraták vezérét, Stephen A. Douglast favorizálta a republikánus Abraham Lincoln, és a déli demokraták jelöltje, John C. Breckinridge ellenében. Azonban ekkoriban nem rendelkezett állandó lakóhellyel Illinois-ban, így nem is szavazhatott.

## A polgárháború

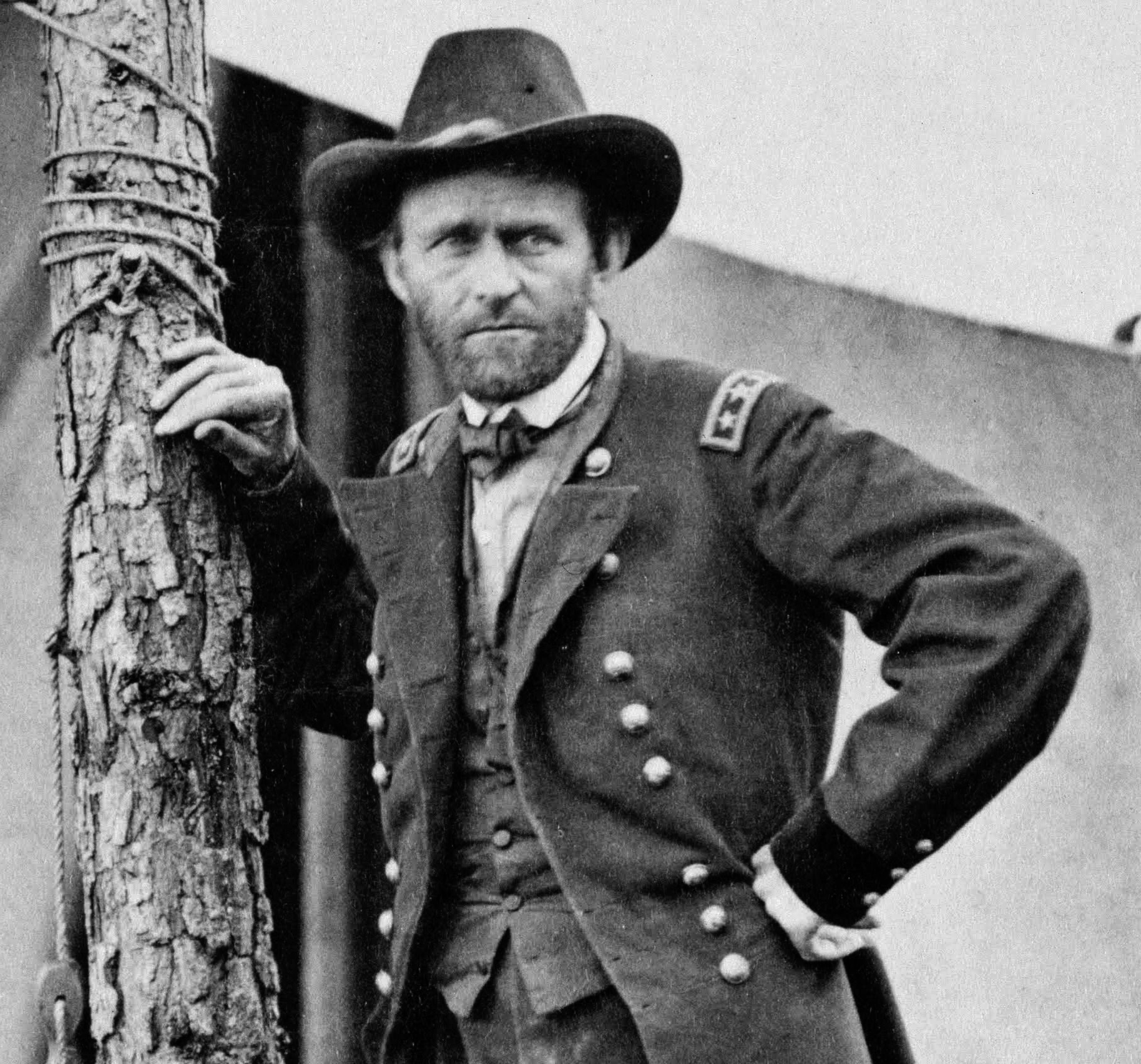
Mathew Brady készítette felvétel Grantről az 1864-es Cold Harbori ütközetben.

1861. április 12-én Fort Sumter lövetésével fegyveres összecsapássá eszkalálódott a két országrész szembenállása. Két nappal később Lincoln elnök felhívást tett közzé, melyben 75 000 önkéntes katona jelentkezését kérte és a galenai tömeggyűlés is bátorította a toborzást. Grantről köztudott volt katonai múltja, ezért őt kérték fel a toborzásra. Fort Sumter ostroma előtt Grant nem mutatott felháborodást a déli államok elszakadása miatt. A fegyveres támadás híre sokként hatott Galenában, Grant pedig osztotta szomszédságának aggodalmait a háború kitörése felett. Apja ügyvédjének, John Aaron Rawlins egyik beszéde után Grant nagyobb lelkesedéssel állt az északi ügy szolgálatába. Rawlins később Grant hadsegédje és közeli barátja lett a háború alatt. Grant elégedetten idézte fel, hogy a galenai első toborzógyűlés után „soha többet nem ment a bőráruboltjukba.”
Grant az önkéntesek csoportját mindenféle formális katonai rang, vagy beosztás nélkül toborozta és az ezredet elkísérte Springfieldbe, Illinois állam fővárosába. Eközben az a benyomása támadt, hogy a háborút túlnyomórészt nem profi katonák fogják vívni, hanem önkéntesek. Richard Yates kormányzó felajánlotta, hogy hivatalossá teszi Grant toborzásra és kiképzésre vonatkozó megbízatását, melyet noha elfogadott, de valójában seregparancsnokságra vágyakozott. Ezt ismerősein keresztül, mint például George B. McClellan vezérőrnagy több alkalommal megpróbálta kijárni magának. McClellan nem akart találkozni vele, a Kaliforniából hallott, iszákosságáról szóló hírek miatt. Ezalatt az önkéntesekkel végzett munkája ellen azonban nem lehetett kifogás, és katonái megítélése szerint jó parancsnok volt.
Észak-Missouriba való áthelyezése után, ismét Washburne közbenjárására Lincoln 1861. május 17-i hatállyal előléptette dandártábornokká. Washburne nem ismerte Grantet, de mindenképpen akart Illinois államnak egy tábornokot, így minden befolyását latba vetve nyomta felfelé a ranglétrán. Az illinois-i kongresszusi képviselő, Elihu B. Washburne segítségével Grant 1861. június 14-én megkapta ezredesi kinevezését és a 21. illinois-i önkéntes ezred élére helyezték parancsnoknak, hogy a megbomlott fegyelmet helyreállítsa. Ennek érdekében Grant egy bajkeverőt kikötöztetett részegeskedésért és rendbontásért. Grantnek jó érzéke volt ahhoz, hogy politikai támogatókat, és sajtótámogatást találjon és általában nagyon ügyeljen az imidzsére. John C. Frémont, a nyugati hadszíntér akkori parancsnoka Grantet bulldogszerű kitartással rendelkező, acélos akaratú tábornoknak tartotta, s augusztus végén a Cairo-ban állomásozó csapatok élére helyezte. Frémont parancsára Grant 1861. szeptember 11-én harc nélkül bevonult a Kentucky állambeli Paducah-ba.

### A belmonti ütközet, Fort Henry és Fort Donelson ostroma

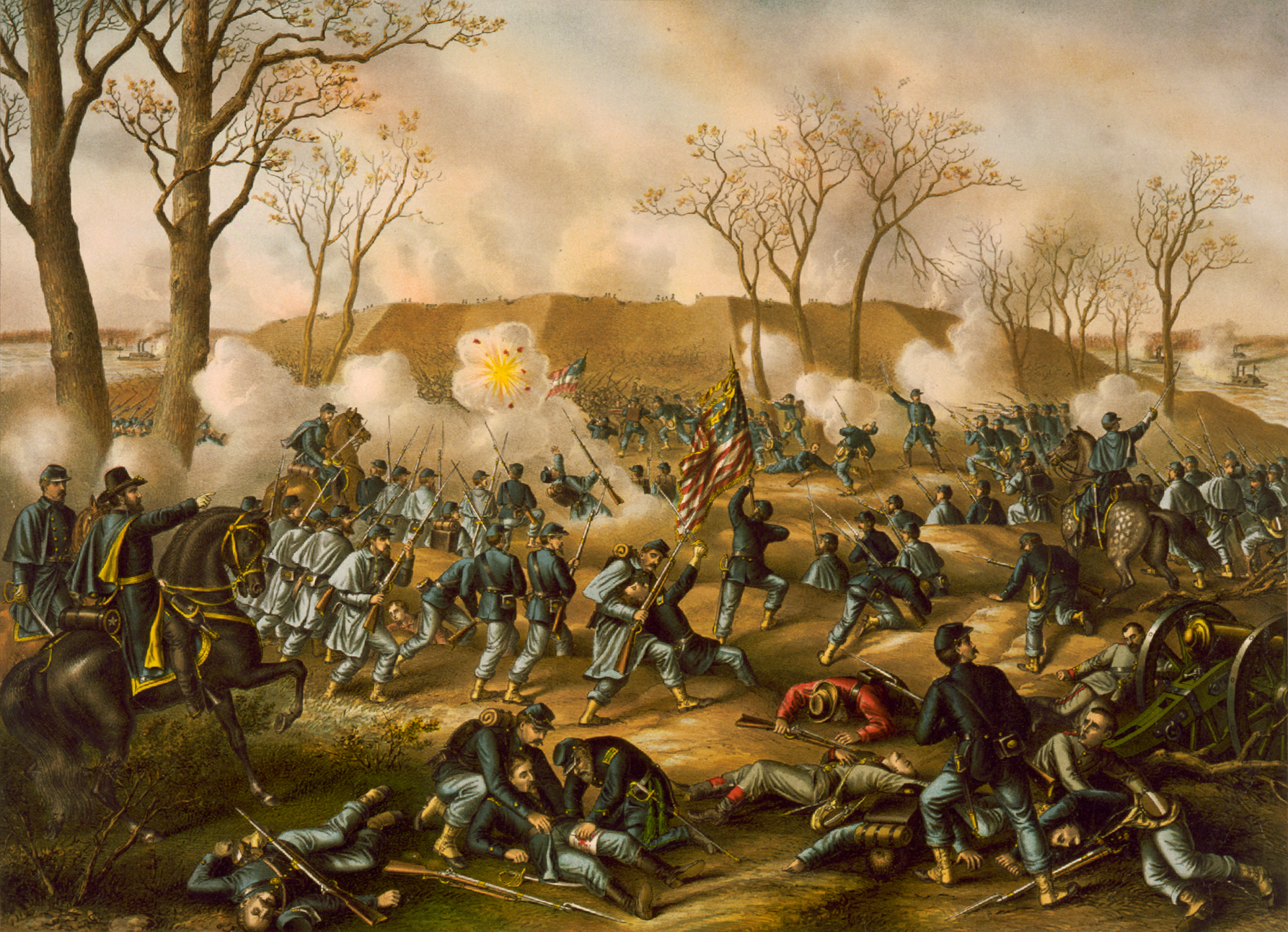
Az uniós katonák rohama Fort Donelsonnál

1861. november 7-én Grant és alig több mint 3400 katonája gőzhajón átkelt a Mississippin, és megtámadták a Belmontnál táborozó délieket. A művelet céljáról Grant azt állította, hogy parancsot kapott Richard J. Oglesby ezredes Missouriban tevékenykedő egységének védelmére indulni. Erős azonban a gyanú, hogy Grant eltitkolta valódi szándékait, és később, vezénylő tábornokként hamis dokumentumokat helyezett el az irattárban erre vonatkozólag. Sem a parancsát nem lehet megtalálni, sem azt, milyen konföderációs erők fenyegetésétől kellett volna megmenteni Oglesbyt, tekintve, hogy a Konföderáció nem küldött csapatokat Oglesby ellen, és Leonidas Polk vezérőrnagynak szándékában sem állt ilyesmi.
A belmonti ütközetben először az ellenfelet felülmúló taktikával és harciassággal bevették az ellenség táborát, de mivel az uniós katonák fegyelmezetlenül szétszéledtek, ezért a visszatérő és erősítést kapó konföderációsok ellentámadásba lendülhettek Gideon J. Pillow dandártábornok vezetésével. Az uniós hadsereg futásban kellett kierőszakolja a menekülést a Mississippi túlpartjáról, Columbusból bejövő déli nehéztüzérségi csapások közepette, visszaszállt hajóira és visszavonult Cairóba. A taktikai kudarc ellenére Grant és önkéntesei harci tapasztalatot és önbizalmat szereztek, bár ugyanezt nyilvánvalóan a győzelmen fellelkesülő ellenségnek még nagyobb mértékben megszerezték.
Három hónappal később Grant engedélyt kért új parancsnokától, Henry W. Halleck vezérőrnagytól az Észak-Tennessee-ben épült Fort Henry megtámadására, hogy ellenőrzése alá vonhassa a Tennessee folyót. Halleck vetélytársa, Don Carlos Buell vezérőrnagy sikereitől tartva a korábban visszautasított tervbe hirtelen beleegyezett, azzal a feltétellel, hogy a támadást a flotta parancsnokával, Andrew H. Foote admirálissal közösen viszik véghez. Grant csapatai Foote ágyúnaszádjainak fedezete alatt 1862. február 6-án sikeresen elfoglalták a kedvezőtlen helyen épült, gyenge Fort Henry-t, ahonnan a déli védők kitörtek, és a közeli, védettebb Fort Donelsonba menekültek.
A Lincoln által kibocsátott, minden uniós hadsereget előrenyomulásra felszólító felhívástól felbátorodva Grant Halleck engedélyének kikérése nélkül elrendelte a Cumberland folyót ellenőrző Fort Donelson megtámadását. 1862. február 14-én Grant és Foote egyesített ereje kemény ellenállásba ütközött Donelsonnál. Grant serege további 10 000 fő erősítéssel 25 000 főre nőtt, de a Pillow, Simon B. Buckner vezérőrnagy és John B. Floyd vezérőrnagy által irányított konföderációsok is összegyűjtötték minden környékbeli erejüket; 16 000 főt számláltak. Foote ágyúnaszádjainak támadását az erőd ágyúi visszaverték, és a sérüléseket szenvedő hajók visszavonulni kényszerültek. Maga Foote is megsebesült.
Február 15-én a konföderációs erők megpróbáltak kitörni a bekerítésből. Grant rossz időzítéssel a Cumberland folyón lefelé visszavonult naszádokon Foote meglátogatására indult, mivel nem számított a déliek támadására, így csapataitól távol érte a próbálkozás. A teljes sikernek induló támadás rendezetlen menekülésbe taszította az északi csapatok jobbszárnyát, utat nyitva a távozáshoz. A konföderációs csapatok azonban kommunikációs nehézségek, valamint Buckner és Pillow elképzeléseinek összehangolatlansága miatt leálltak, így az összecsapásról nem is tudó Grant alárendeltjei megszilárdították állásaikat. Grant lóhalálában tért vissza, és magabiztos, energikus fellépéssel elreteszelte az órára nyitvamaradt utat Nashville felé. Ezután ellentámadást indított Pillow állásainak balszárnya ellen, és a déli parancsnok visszarendelte katonáit az erődbe. A kitörés kudarca után Floyd átadta a parancsnokságot Pillownak, aki rögtön továbbadta azt Bucknernek, majd mindketten (Floyd és Pillow) elmenekültek a folyón át.
A fegyverletételt Buckner vállalta magára, mivel a háború előtt barátságban állt Granttel, pénzt kölcsönzött neki, és így lovagias bánásmódot remélhetett. Másnap azonban Grant kizárólag „feltétel nélküli és azonnali megadást” fogadott el, mélyen lelombozva egykori barátját. Lincoln az önkéntes erők vezérőrnagyává léptette elő Grantet, az északi sajtó pedig hősként ünnepelte. Felvett nevének monogramjára utalva „Unconditional Surrender Grant” (Feltétel Nélküli Megadás Grant) néven kezdték emlegetni.

### A shiloh-i csatától a iukai ütközetig

A Shiloh-i csata

A Tennesse folyó nyugati partján táborozó Army of the Tennessee (Tennessee hadsereg) 45 000 fősre növekedett és felkészült, hogy megtámadja a Mississippi állambeli Corinth vasúti csomópontjában összevont megközelítőleg hasonló erejű déli hadsereget. Az Albert Sidney Johnston és P. G. T. Beauregard tábornagyok által vezetett konföderációs hadsereg mozdult elsőnek és 1862. április 6-án Grant öt hadosztályát megtámadták Pittsburgh Landingnél. Grant csapatait nem védelmezte fedezék és nem is sejtették az ellenség közeledését, így a támadás meglepte őket és hátrálni kezdtek.
A nap végén a konföderációsok elfogták az egyik hadosztály maradékát, de az északi hadsereg kitartott a folyóparthoz visszavont új állásaiban. Őket is megsemmisíthette volna, ha a konföderáció folytatja a támadást, de a déli katonák is kimerültek voltak, rendezni kellett soraikat és nem rendelkeztek erősítésekkel. Grantnek viszont segítségére sietett 18 000 frissen megérkező katona Don Carlos Buell hadseregéből és az addig távolabbi táborából az ütközet felé igyekvő, Lew Wallace irányította hadosztály. Másnap hajnalban Grant ellentámadást indított, melyben vereséget mért a konföderációs hadseregre és kikényszerítette Corinth-ba történő visszavonulásukat.
Az ütközet után az éber északi sajtó hevesen kritizálta Grantet a sokkolóan magas veszteség miatt és annak híre miatt, hogy az ütközet alatt lerészegedett. Ezek miatt Halleck leváltotta parancsnoki beosztásából. A csalódott és bátorságát vesztő Grant leszerelését fontolgatta, de William Tecumseh Sherman dandártábornok, egyik volt hadosztályának parancsnoka rábeszélte a gondolat elvetésére. Az ütközet az addigi amerikai történelem legnagyobb veszteségeket hozó összecsapása volt 23 800 ember elvesztésével. Lincoln felülbírálta Grant kritikusait, s kijelentette, hogy „Nem nélkülözhetem ezt az embert. Ő harcol.” Ráhatásának köszönhetően Grant visszakapta a Tennessee hadsereg irányítását, miután Halleck bevette Corinth-ot. 1862. szeptember 19-én Grant győzött a Iukai ütközetben és súlyos veszteségeket okozva sikeresen megvédte Corinth-ot a második corinth-i ütközetben. 1862 novemberében a Lincoln Emancipációs nyilatkozatának közzététele után Grant utasításba adta, hogy John Eaton tábori lelkész vezetésével alkalmazzanak szökött néger rabszolgákat munkaerőként, és adjanak nekik ruhát, bért és lakhatást szolgálatuk fejében.

### A 11. számú hadparancs
Katonai kötelességei mellett Grant a kereskedelmet is felügyelete alatt tartotta az alá rendelt körzetben. A pénzügyminisztérium északi kereskedők számára tiltotta a déllel való árucserét, márpedig a hagyományos gyapotszállítási út a most a kereskedelem elől elzárt Mississippi folyamon való lehajózás volt. A háború a gyapottermelőknek és a kereskedőknek pénzügyi veszteséget, a Grant parancsnokságához tartozó korrupt szövetségi tisztek megvesztegethetősége pedig szállítási és fegyelmi problémákat okoztak. Grant szerint zsidó kereskedők a tilalom megszegésével az ellenséggel üzleteltek. 1862. december 17-én Grant kiadta 11. számú parancsát, melyben minden zsidót kitiltott a körzetéből.
|  | „A zsidók egész osztálya megsérti a pénzügyminisztérium minden kereskedelmi szabályozását és katonai körzetem parancsnokságának rendelkezéseit, ezért ezúton kitiltatnak a körzet teljes területéről, vagyis Tennessee, Mississippi és Kentucky érintett területéről.” |
|  | – General Order No. 11 (11. számú hadparancs) |

A zsidó hitközség vezetői az északi lapokban sérelmezték a döntést és Lincoln is a visszavonását követelte. A New York Times megalázónak nevezte a parancsot és a középkor szellemének újraéledésétől óvott. A véleményoldal felszólított Grant parancsának elítélésére.
Grant kezdetben azt bizonygatta, hogy egy törzstiszt tette közzé a rendeletet az ő nevében, huszonegy nappal a kibocsátása után Grant visszavonta a rendelkezést. James H. Wilson tábornok szerint Grant parancsa indirekt módon saját hozzátartozói ellen irányult, „akik egyfolytában ki akarták használni”, mint például apja, Jesse Grant, akik maga is üzleti kapcsolatban állt a zsidó kereskedőkkel. Mivel saját rokonait kitiltani nem volt bátorsága, ezért inkább partnereikre, a szemében elítélendően opportunista zsidó üzletelőkre sújtott le. Bertram Korn szerint a parancs nem előzmény nélküli, hiszen Grant korábban is alkalmazott diszkriminatív eljárásokat és a zsidók bűnéről szilárdan meggyőződve lévén boldogan ragadta meg az alkalmat, hogy megszabaduljon tőlük. Korn idézi az 1862. november 9-én és 10-én kibocsátott rendelkezéseit, melyben Grant megtiltja a Jacksontól délre való tartózkodást: „Az izraelitáknak főleg tilos az ott tartózkodás”; „zsidók sehonnan nem utazhatnak dél felé a vasúton. Északra utazhatnak bátran, de olyan elviselhetetlenek, hogy a körzetet meg kell tisztítani tőlük”.
A blamázs következtében Grant elnézést kért. 1868-ban elismerte, hogy a parancsot ő adta ki, de hozzátette, hogy „nem lett volna kibocsátva, ha leírása pillanatában azonnal nem táviratozzák szét, átgondolás nélkül”.
Jean Edward Smith életrajzíró szerint a hadparancs „az állami antiszemitizmus egyik legszemérmetlenebb példája volt Amerika történelmében”.

### A Vicksburg elleni hadjáratok

#### Első hadjárat, 1862. december – 1863. január

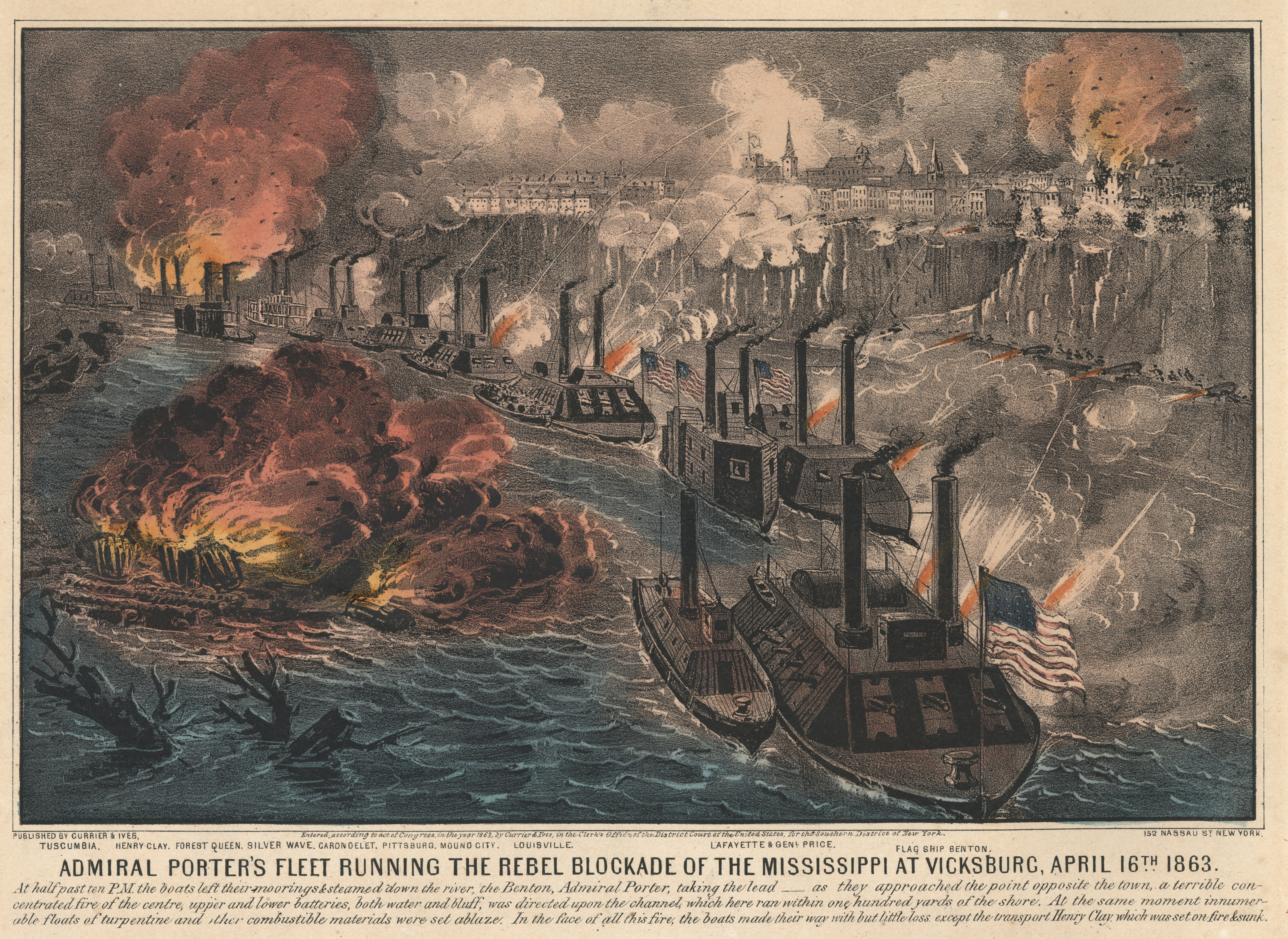
Porter ágyúnaszádjai Vicksburg alatt

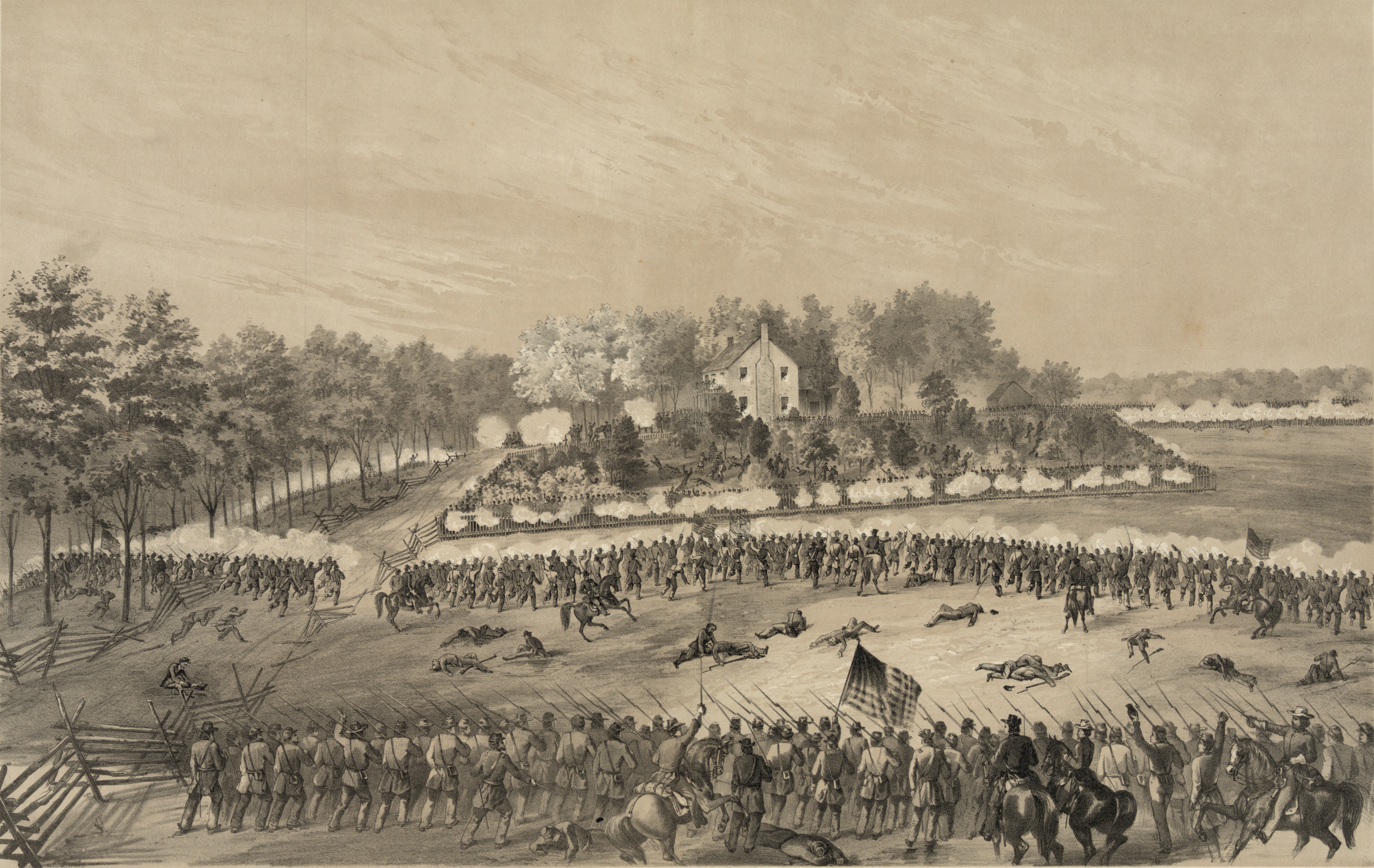
Az 1863. május 14-én vívott jacksoni ütközet a vicksburgi hadjárat folyamán.

A Mississippi magas partján épült vicksburgi erőd volt az utolsó akadály a teljes folyam ellenőrzésének útjában, melyet Licoln és Grant egyaránt kulcsfontosságúnak ítélt a nyugati hadszíntéren aratott győzelem szempontjából és elhatározták annak bevételét. 1862. november 23-án a vezénylő tábornoknak kinevezett Halleck egyéni megfontolásoknak teret adó keretutasítást adott Grantnek, hogy foglalja el Vicksburgöt. Időközben azonban az elnököt kritikákkal traktáló hadosztályparancsnoka, John A. McClernand meggyőzte Lincolnt és Stanton hadügyminisztert, hogy vonja ki Grant alárendeltségéből és őt tegye a Vicksburg elleni hadjárat parancsnokává. Grantet felbosszantotta, hogy Lincoln beosztottját egy új hadsereg felállításával bízta meg és Halleck sem volt elragadtatva ettől a kilátástól.
1862. decemberében Grant terve szerint 40 000 fős hadserege megindult a Mississippi Centrál vasútvonal mentén Vicksburg ellen, miközben Sherman négy hadosztályának 32 000 katonája vízi úton igyekezett azt megközelíteni a Yazoo folyón északkeletről. Az Earl Van Dorn vezérőrnagy és Nathan Bedford Forrest által vezetett konföderációs lovasság azonban mélyen az uniós vonalak mögé hatolva 1862. december 20-án elfogta az 1500 fős helyőrséget és felégette a Holly Springs-nél épített ellátóraktárban felhalmozott készleteket. Az ellátás megszűntével Grant nem tudta tovább folytatni a hadjáratot és vissza kellett fordulnia. Sherman hadosztályai John C. Pemberton altábornagy verte vissza Vicksburg alól a Chickasaw Bayou-i ütközetben.
Az új XIII. hadtest megszervezése után McClernand utasította a Chickasaw Bayou felől visszavonuló Shermant, hogy erőivel csatlakozzon hozzá. Sherman engedelmeskedett a rangban felette állónak és felvetette, hogy megtámadhatnák az Arkansas folyót ellenőrző Fort Hindman erődöt, melyet a flotta támogatásával sikeresen el foglaltak. Halleck Memphis-be rendelte McClernand-t és minden a körzetében található haderőt Grant irányítása alá helyezett., majd Grant 1863. január 29-én személyesen átvette a parancsnokságot a McClernand által szervezett új csapatok felett, mellyel újból beosztott hadtestparancsnokká tette. Ez végleg megrontotta a közöttük fennálló viszonyt; McClernand a továbbiakban Grant iszákoskodásának hírét terjesztve intrikált a leváltása érdekében.

#### A Mississippi-deltában megrekedő műveletek, 1863. február – április
Grant kísérletezni kezdett, hogyan tudna a Mississippin olyan csatornát ásni, mellyel a flottilla Vicksburgöt és annak félelmetes ágyúit elkerülve tudná az erőd alá szállítani az északi csapatokat. A kísérleteket nem koronázta siker. Először a De Soto földnyelvet átvágó, 1862 nyarán már elkezdett és abbahagyott Williams-csatornát akarták befejezni. A talajvíz és az eső még azelőtt feltöltötte a Sherman által ásatott árkot, hogy használhatóvá tehették volna. Többhétnyi ásás és kotrás után az elképzelést fel kellett adni.
Ezután James B. McPherson dandártábornok kapott parancsot Granttől a Providence-tavat és a Mississippi nyugati ágát összekötni, mellyel a flotta a Red River (Vörös-folyó) kitérőjével délről érhetett volna Vicksburg alá. Ez a több száz méter hosszú csatorna sikeresen elkészült, de ekkor kiderült, hogy a rajta átjutó hajók csak 8500 főt tudnak Port Hudsonba vinni Nathaniel P. Banks tábornoknak, ami nem volna elég az áttöréshez a jelen levő déli csapatokkal szemben.
Harmadjára Grant a Yazoo Passt elreteszelő gát felrobbantásával a Cold River (Hideg folyó) – Tallahatchie folyó – Yazoo folyó útvonalon akart a Hayne's Bluff magaslatra kijutni, melyről a siker reményével támadhatta volna az erődöt. A beteg Watson Smith korvettkapitány irányította tíz hajó és a rajta levő, Benjamin Prentiss dandártábornok vezényelte katonaság azonban nehezen haladt előre részben a növényzet, részben Smith lassúsága miatt, ráadásul a déliek további fák kidöntésével késleltették az expedíciót. Az így nyert haladék birtokában gyorsan gyapotbálákból és földből kiépítették Fort Pemberton sáncait a nagy hurkot leíró Tallahatchie és a Yalobusha folyó torkolatánál és további nehézlövegekkel védték az összefolyástól délre folyó Yazoo alsó szakaszát. Az expedíciós erő háromszor támadta meg Fort Pembertont, de mind március 11-én, 14-én és 16-án visszaverték, így ez a próbálkozás is kudarcba fulladt.
Nem hozott több sikert a Steele's Bayou-i expedíció sem, mivel a sekély mellékfolyón Porter ágyúnaszádjainak útját a déliek köveknek a mederbe hajításával rekesztették el és egy időre magukat az ágyúnaszádokat is csapdába ejtették.

#### Második hadjárat, 1863. április – július
1863. április 16-án Grant utasítást adott David Porter tengernagy ágyúnaszádjainak, hogy a Mississippi nyugati ágán délre hajózva vegyék föl az érintkezést a nyugati parton Vicksburg alá vonuló hadsereggel. Grant elterelő manővereket indított és összecsapásokat kezdeményezett, mellyel megtévesztve Pembertont átkelt a keleti oldalra Bruinsburgnál. Ezután először még tovább nyomult keletre és elfoglalta a jacksoni ütközetben elfoglalta Jackson vasúti csomópontját Mississippi államban, mellyel ellátását biztosítani tudta északról. A champion hill-i ütközetben Pemberton hadseregét is megverte, mire az visszavonult Vicksburg falainak oltalmába. Ezután két összeomló rohamot vezetett a falak ellen, melyben csapatai súlyos veszteséget szenvedtek, így hosszú ostromra volt kénytelen berendezkedni. Vicksburg ostroma végül 1863. július 4-én ért véget, mikor a segítséget nem remélő Pemberton letette a fegyvert.
Vicksburg bevételével az Unió a teljes Mississippit ellenőrzése alá vonta, s ezzel kettévágta a Konföderációt. Ekkortájt Grant politikailag már teljesen a radikális republikánusok irányát képviselte a háború agresszív folytatása és a rabszolgák felszabadítása kérdésében. Noha a vicksburgi győzelem nagyban javította az Unió harci elszántságát mégis kritika érte döntéseit és elmondások alapján vélelmezett lerészegedéseit. A McClernand és Grant közötti rivalizálás Vicksburggel sem fejeződött be, míg egy a tiltása ellenére a sajtóban megjelentetett parancs után Grant leváltotta McClernand-t. Edwin M. Stanton hadügyminiszter már ekkoriban felvetette, hogy őt kéne a Potomac hadsereg vezetésével megbízni, de Grantnek kétségei voltak, mert mint írta, a nyugati hadszíntér viszonyait és lehetőségeit jobban ismerte, s a keleti hadszíntér kialakult parancsnoki viszonyait nem akarta felborítani.

### Chattanooga felmentése

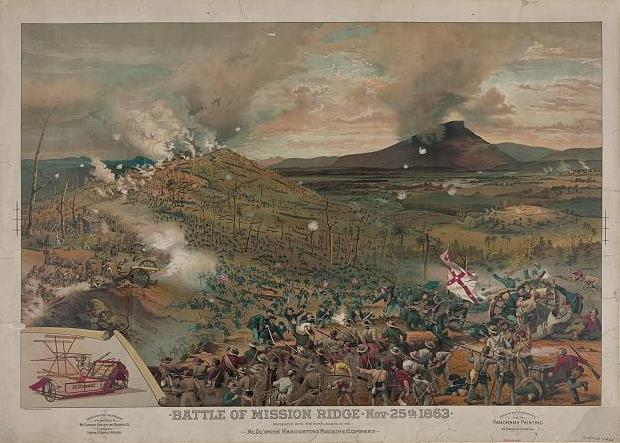
Az uniós csapatok rohama a Missionary Ridge-i ütközetben

Lincoln 1863 októberében a reguláris hadsereg vezérőrnagyává léptette elő és az újonnan megalakított Mississippi katonai körzet parancsnokává nevezte ki. Ebbéli minőségében irányítása alá tartozott az Ohio hadsereg, a Tennessee hadsereg, a Cumberland hadsereg, vagyis a Mississippitől az Appalache-hegységig minden katonai fennhatóság. A chickamaugai csatát követően a Cumberland hadsereg visszavonult a tennesse-i Chattanooga városába és csapdába esett. Mikor erről értesült Grant, leváltotta a megrendült Rosecranset és George H. Thomas vezérőrnagyot nevezte ki az ostrom alá került hadsereg élére. Grant Chattanoogába lovagolt és tervet készített a csapatok utánpótlására és felmentésére. Lincoln a Potomac hadsereg éléről leváltott Joseph Hooker vezérőrnagyot és abból kivont két hadosztályát küldte segítségére. Az északi erők Brown's Ferry elfoglalásával utánpótlási vonalat nyitottak Bridgeportba.
1863. november 23-án Grant három hadsereget felvonultatva lendült támadásba a Missionary Ridge-i csatában és Lookout Mountainnél. Két nappal később Hooker erői elfoglalták Lookout Mountaint. Grant utasította a Thomas irányítása alá került Cumberland hadsereget, hogy nyomuljon előre, mikor Sherman és az Ohio hadsereg nem tudta elfoglalni a Missionary Ridge-et északkelet felől. A Cumberland hadsereg Philip Sheridan vezérőrnagy és Thomas J. Wood dandártábornok vezette hadosztályai megrohamozták a dombtetőt, kivetették kiépített állásaikból a délieket, és ők rendezetlenül menekültek az ütközetből A győzelem után Kelet-Tennesse északi kézre került és megnyílt a lehetőség Georgia területére lépni, a Konföderáció legbelsőbb területére.

### A totális háború tervezőmérnöke
1864. március 3-án Lincoln előléptette altábornaggyá és az összes uniós hadsereg vezénylő tábornokává nevezte ki. Grant maga helyett Shermant bízta meg a Mississippi körzet vezetésével és Washingtonba utazott, hogy Lincolnnal közösen megtervezze a bevezetni szándékozott totális háborút. Miután Juliát egy georgetowni házba költöztette, Grant a George G. Meade vezérőrnagy vezette Potomac hadseregnél ütötte fel a főhadiszállását, a virginiai Culpeperben.
Stratégiai terve összehangolt csapásokra alapult, mellyel a lázadók hadseregeit egyazon időben támadják, s ezzel megakadályozzák, hogy egyik hadszíntérről a másikra átcsoportosítva használhassák ki a belső vonalak nyújtotta előnyt. Sherman támadásának célja Atlanta elfoglalása lett, míg Meade a Potomac hadsereg élén, Grant felügyelete alatt meg kellett támadja Robert E. Lee tábornagy Észak-Virginiai hadseregét. Benjamin Butler vezérőrnagy kapta feladatul, hogy a James folyón felfelé nyomulva délről támadja meg Richmondot. Amennyiben Lee figyelme a várakozásnak megfelelően délre fordul, akkor Grant és Butler hadseregeit egyesítik és a James folyón való hajószállítást használják utánpótlási vonalnak. Franz Sigel vezérőrnagynak kellett a vasútvonalat Lynchburg elfoglalásával elvágnia, majd keletre fordulva a Blue Ridge-hegység vidékét megtámadnia. Grant tudta, hogy Lee szűkében van a katonáknak és hogy egy lövészárkok nélküli mozgóháború anyagcsatái vereséget fognak mérni erőire.
Grant emelkedő népszerűsége (és Lincoln erősen hanyatló népszerűsége) miatt az a szóbeszéd járta, hogy amennyiben az északi erők 1864 folyamán elég gyorsan győzni tudnak, az elvezet majd az esedékes elnökválasztáson való indulásához. Grant értesült a pletykákról, de az elnökségért való indulást kizárta, s annak realitását hamarosan elhalványították a vártnál sokkal inkább ellenálló a déliek, valamint a csatamezők borzalmai.

### Az Overland hadjárat és a győzelem

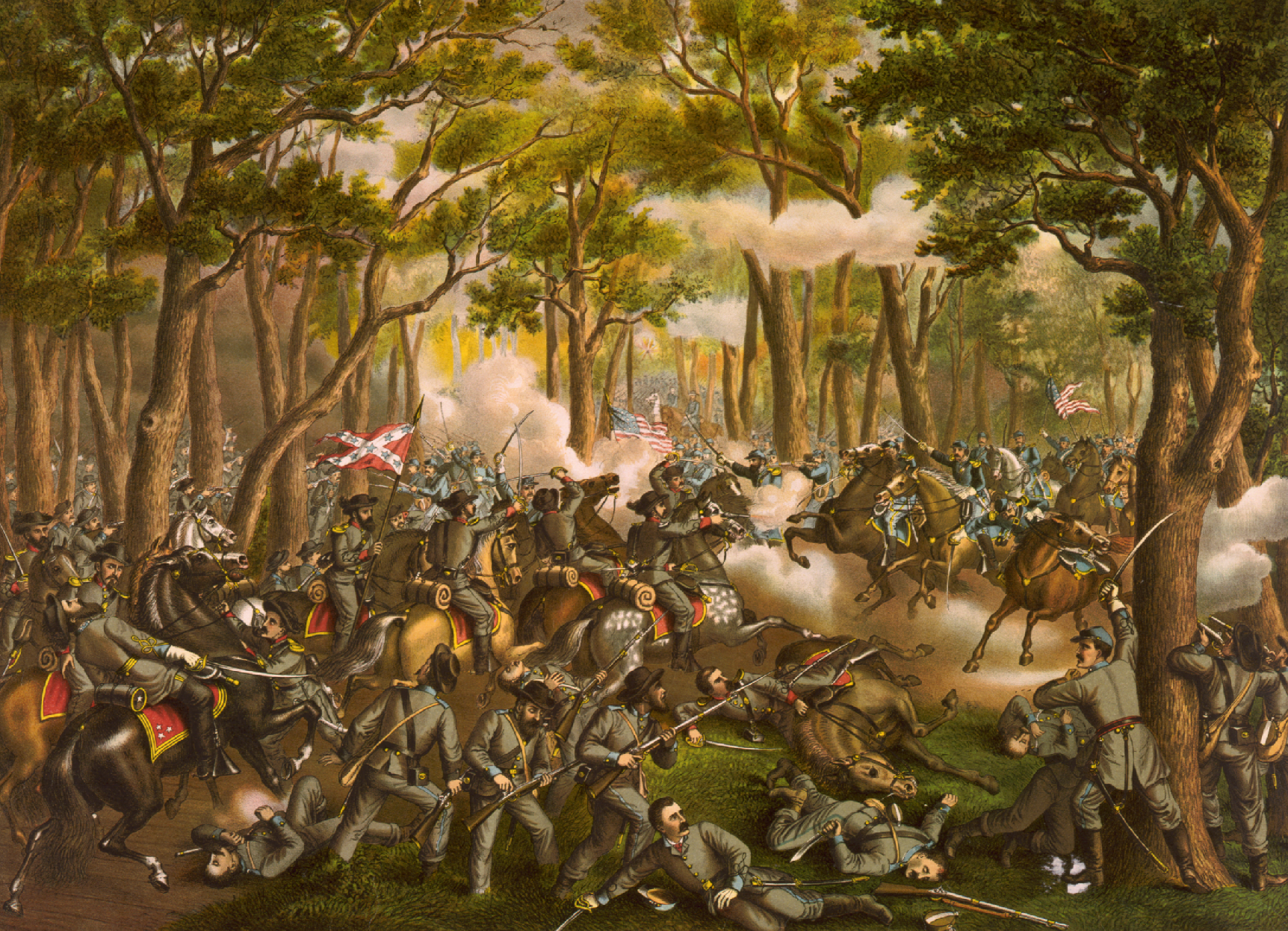
A vadon csata majdnem egy évig tartó véres ütközetek sorát nyitotta meg Grant és Lee hadseregei között

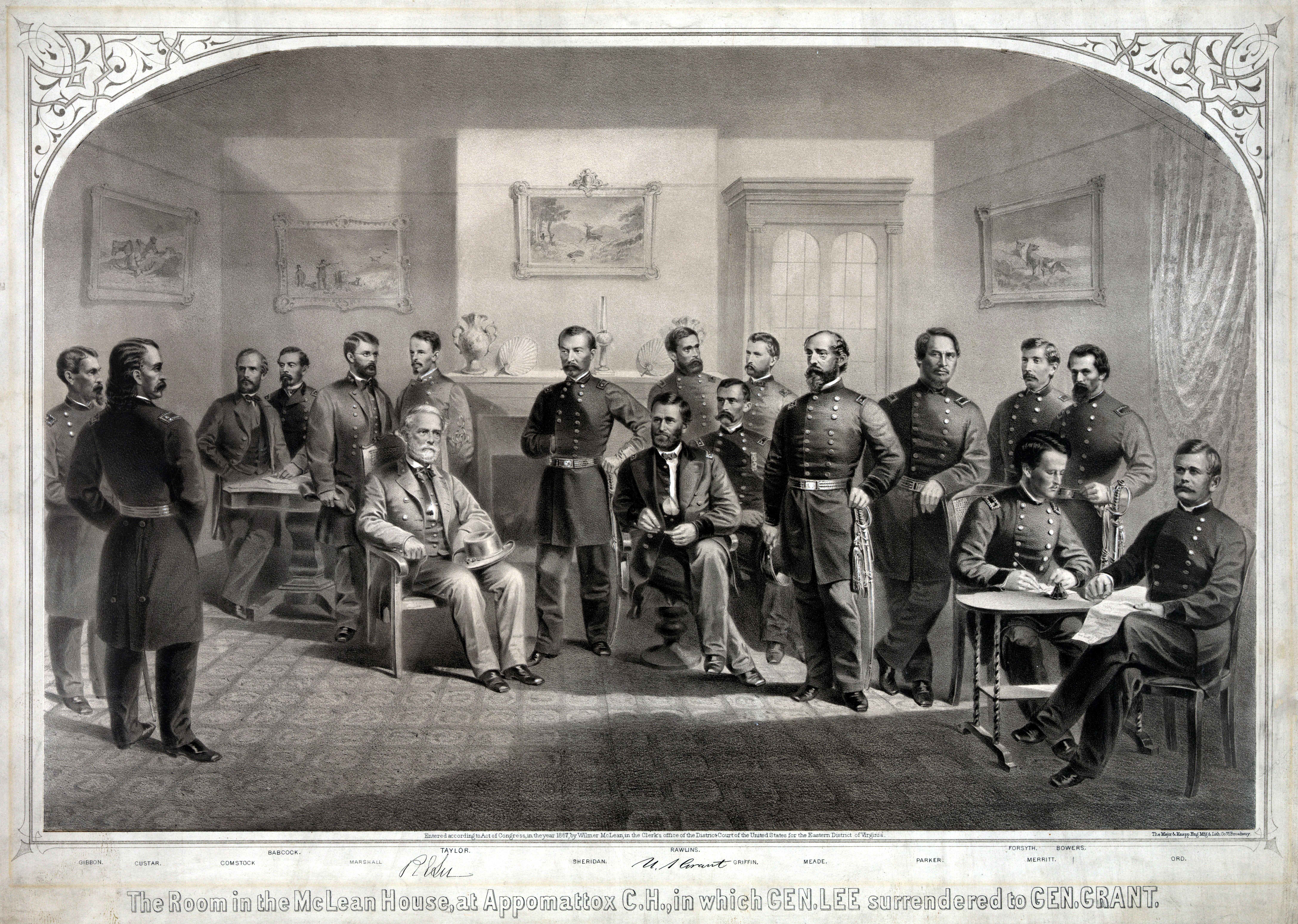
Lee fegyverletétle Appomatoxnál, a McLean ház közelében. Az ábrázoltak között feltűnik Custer, Babcock, Sheridan, Rawlins, Meade és Parker

Sigel és Butler műveletei nem hoztak eredményeket, így Grantnek egymagában kellett Lee hadseregével megküzdenie az Overland hadjárat véresnél véresebb összecsapásai során. Grant 1864. május 4-én átkelt a Rapidan folyón és támadásba vitte hadseregét a Vadon csatában, ahol a háromnapos harcban óriási veszteségeket szenvedtek a felek. Grantet az különböztette meg a Potomac hadsereg élén szolgált elődeitől, hogy ő ennek ellenére nem vonult vissza, mert tudta, hogy az Unio jobban el tudja viselni a veszteségeket, mint a Konföderáció. Grant a Spotsylvania Court House-i csatában délkeletről próbált az Észak-Virginiai hadsereg oldalába kerülni, hogy azt elvágja Richmondtól. Lee előbb ért a csata helyszínére, így az elvágás nem sikerült, ehelyett tizenhárom napig tartó vérzivatar kezdődött.
Grant megpróbált áttörni Lee védelmi vonalát, s ezzel a polgárháború legnagyobb veszteségét hozó rohamát, a Bloody Angle-i ütközet indította. Lee újra megakadályozta az áttörést, Grant erre újra délkelet felé próbált a hátába kerülni. Ezúttal a North Annai ütközetben mérték össze erejüket, melyben három napon át dühöngött a harc. A déliek védelme ismét feltörhetetlen volt, így Grant hadseregét még délebbre vezényelte, a Richmondtól alig pár kilométerre keletre fekvő Cold Harbor szállóhelyhez. Lee nem engedhette meg Richomond ostrom alá fogását és megint be tudta ásni csapatait, mielőtt az északiak támadhattak volna. A tizenhárom napos küzdelem harmadik napján Grant ismét sok halottat és sebesültet eredményező rohamot indított Lee árkai ellen.
A veszteségjelentések napvilágra kerültével az északi közvélemény hevesen bírálta Grantet és „a mészáros” névvel illette, mivel a Rapidan elhagyása óta eltelt harminc nap alatt 52 788 katonát vesztett. Lee hadserege csak 32 907 főt veszített, de ennek pótolása nagyobb nehézségekbe ütközött. A cold harbori véres roham volt a második olyan a polgárháború folyamán, melyről később Grant úgy nyilatkozott, hogy megbánta. Az első a Vicksburg elleni első roham volt. Cold Harbornál végül sikerült Lee megtévesztése és Grant anélkül tudott elszakadni tőle, hogy ellenfele észrevette volna. A James-folyóhoz vonulva egyesült a Bermuda Hundred hadjáratba reménytelenül beleragadt Butlerrel, akit a déliek már bekerítettek és Petersburg, a Richmondot ellátó központi vasúti csomópont felé indult.
A James-folyón való észrevétlen átkelést követően Grant és a Potomac hadsereg megérkezett Petersburg alá, melyet P. G. T. Beauregard tábornagy védett. A város ostroma kilenc hónapig tartott, mivel Lee harcedzett veteránjai szívósan védekeztek. A kifulladó előrenyomulás növekvő elkeseredettséghez vezetett északon. Az erőfeszítés közvetett eredményeként azonban Lee Richmond védelmének érdekében kénytelen volt beásni csapatait nem tudott segítséget küldeni a szorongatott Tennessee hadseregnek. Sheridan vette át az uniós Shenandoah hadsereg parancsnokságát, Grant pedig azt az utasítást küldte neki, hogy "kergesse az ellenséget a halálba". Lee Jubal A. Early altábornagy hadtestét azzal a feladattal küldte a Shenandoah völgybe, hogy fenyegesse a fővárost és kösse le az északi csapatok jelentős részét. Sheridan azonban megverte erőit és elhárította a Washington felé intézett támadást. Grant ekkor utasítást küldött Sheridan lovasságának, hogy égesse fel a Shenandoah völgy készleteit és farmjait, hogy a Konföderációt megfossza fontos élelemtermelő vidékétől. Mikor John S. Mosby irreguláris lovassága rajtaütésekkel zaklatta Sharidan csapatait, Grant azt tanácsolta, hogy kutassa fel a hozzátartozóikat és tartsa őket túszként a McHenry erődben.
Petersburgnél a Kráter ütközetet megelőzően Grant jóváhagyta az ellenséges állások aláaknázásának tervét. A robbanás óriási krátert nyitott a déli állásokban, melybe a támadást kivitelező, bizonytalanul vezetett uniós ezredek beáramlottak. A sokkból feleszmélő konföderációsok azonban fentről egyenként lelövöldözték őket. Az Unió 3500 fős vesztesége háromszorosan múlta felül a Konföderációét. A terv határozott kivitelezés esetén sikerrel kecsegtetett volna, de mint Grant beismerte taktikailag "elképesztő kudarcot" vallottak.
1864. augusztus 9-én a city pointi főhadiszállásra éppen megérkező Grant kis híján meghalt, mikor konföderációs szabotőrök felrobbantottak egy lőszert szállító hajót a James folyón. A cold harbori taktikától eltérően Lee frontális megtámadása helyett Grant Petersburgtől délre és nyugatra terjeszkedett, hogy fontos vasúti vonalakat foglaljon el. Grant nyugat felé való előrenyomulása miatt Lee sorai megnyúltak és kiritkultak. Miután az uniós hadsereg újraépítette a City Point vasutat, Grant aknavetőkkel lövethette Lee lövészárkait. Szeptember 2-án Sherman az Atlantai ütközetet megnyerve elfoglalta a várost, s ezzel megfordította a közhangulatot, mely Lincoln számára a második terminusát jelentette a novemberi elnökválasztáson. Sherman meggyőzte Grantet és Lincolnt, hogy hadseregével elpusztíthassa a konföderációs hátországot és Savannah-ba vonuljon.
Miután Sherman elérte a tengerpartot és Thomas megsemmisítette John Bell Hood hadseregét Tennessee-ben, az uniós győzelem biztosnak tűnt, így Lincoln tárgyalásba bocsátkozott. Jefferson Davis-nek Francis Preston Blair útján üzenetet küldött, s mindketten kijelölték a tárgyalással megbízott követeiket. Grant megkérte Lincolnt, hogy részt vehessen a követek Fort Monroe-ban rendezett találkozóján. Noha a Hampton Roads békekonferencia végső soron eredménytelenül ért véget, Grant számára ez adta az első kóstolót a diplomáciából.

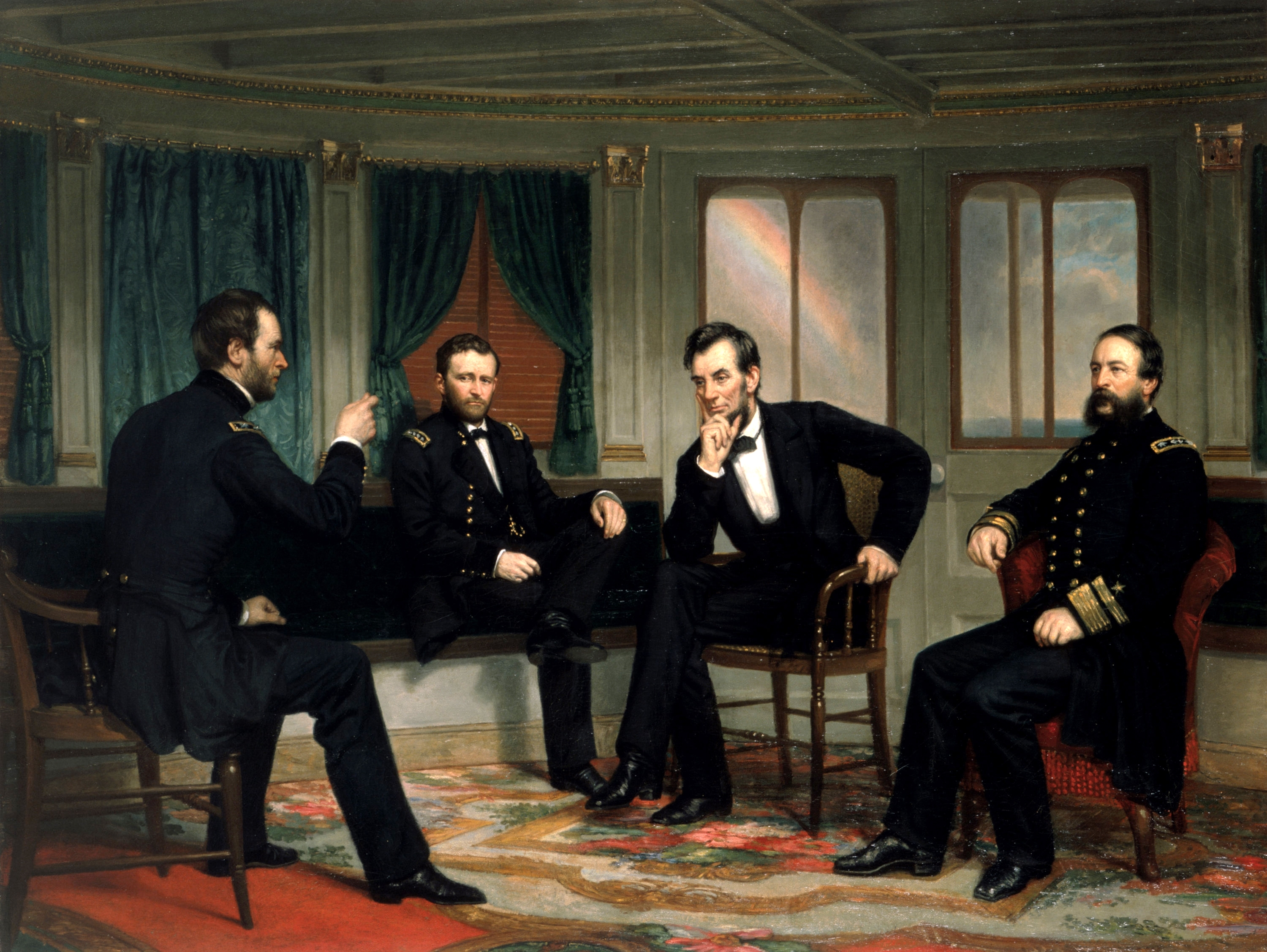
A Béketeremtők, George Alexander Peter Healey 1868-as, elveszett festményének másolata, mely napjainkban a Fehér Házban látható
(Középen balra Grant, jobbra A. Lincoln; Lincoln balján Porter, Grant jobbján Sherman)

1865 márciusának végén Grant csapatai végre bevették Petersburgöt, majd áprilisban Richmondot is. Grant, Sherman, Porter tengernagy és Lincoln a River Queen fedélzetén megbeszélést tartottak a dél újraformálásáról, melyet rekonstrukció néven ismerünk. Lee katonái nagy számban dezertáltak; a betegségek és az ellátmány hiánya gyengítette a konföderációs hadsereget. Lee megpróbált egyesülni Joseph E. Johnston megvert hadseregének maradékával, de Sheridan uniós lovassága megállította az egymás felé közeledő erőket. Lee és katonái az Appomattox Court House-i ütközetet követően 1865. április 9-én letették a fegyvert Grant előtt. Grant nagyvonalú feltételeket szabott; a magukat megadó konföderációsok hátasukkal együtt hazatérhettek otthonaikba azzal a kikötéssel, hogy nem foghatnak újra fegyvert az USA ellen. Április 26-án Johnston csapatai hasonló feltételek mellett megadták magukat Shermannek. Május 26-án Edmund Kirby Smith nyugati hadseregei is letették a fegyvert és a háború véget ért.
A megadás mellett Grant a gyakorlatban engedményeket is tett, a Virginiai Hadsereg volt katonái saját lovaikat és öszvéreiket magukkal vihették, az éhező déli katonák számára ellátmányt kért Lee, Grant parancsára 25 ezer fejadagot osztottak szét az északiak ellátmányából. Saját katonáinak azt mondta Grant, hogy győztek, de ne ünnepeljenek hangosan, a legyőzöttekkel most már egyazon állam polgárai. Appomattox Court House körül ma Nemzeti Történeti Emlékpark hirdeti az Egyesült Államok újraegyesítését.
A hadtörténészek általános értékelése alapján Grant a történelem legjobb hadvezérei közé tartozott, bármelyik európai háborúban megállta volna a helyét, vicksburgi hadjáratát szerte a világon tanulmányozzák katonai szakértők.

## Lincoln halála
1865. április 14-én, öt nappal az Appomattoxi győzelem után Grant részt vett a washingtoni kabinetülésen. Lincoln feleségével együtt a Ford Színházba invitálta, de mivel Philadelphiába készültek utazni, ezért lemondták a részvételt. A több kormányzati vezető ellen szőtt összeesküvés során John Wilkes Booth színész halálosan megsebesítette Lincolnt a színházban. Többek, köztük Grant is úgy gondolta, hogy saját maga is a merénylők célpontjába került. Stanton hadügyminiszter értesítette az elnök haláláról és visszahívta Washingtonba. Április 19-én részt vett Lincoln temetésén és magában állva zokogott; később pedig úgy nyilatkozott, hogy Lincoln "volt a legnagyobb ember, akit valaha ismertem." Az új elnökről, Andrew Johnsonról szólva Grant azt mondta feleségének, hogy rettegi az adminisztrációban végbe menő változást; Johnson déliekhez való hozzáállását úgy ítélte meg, hogy a fehéreknek vonakodásuk dacára újból állampolgárságot fog adni, és már ekkor azt gondolta, hogy Johnson elnökkel „a Rekonstrukció megmondhatatlan mekkora visszalépést szenvedett el”.

## Szembefordulás Johnson elnökkel

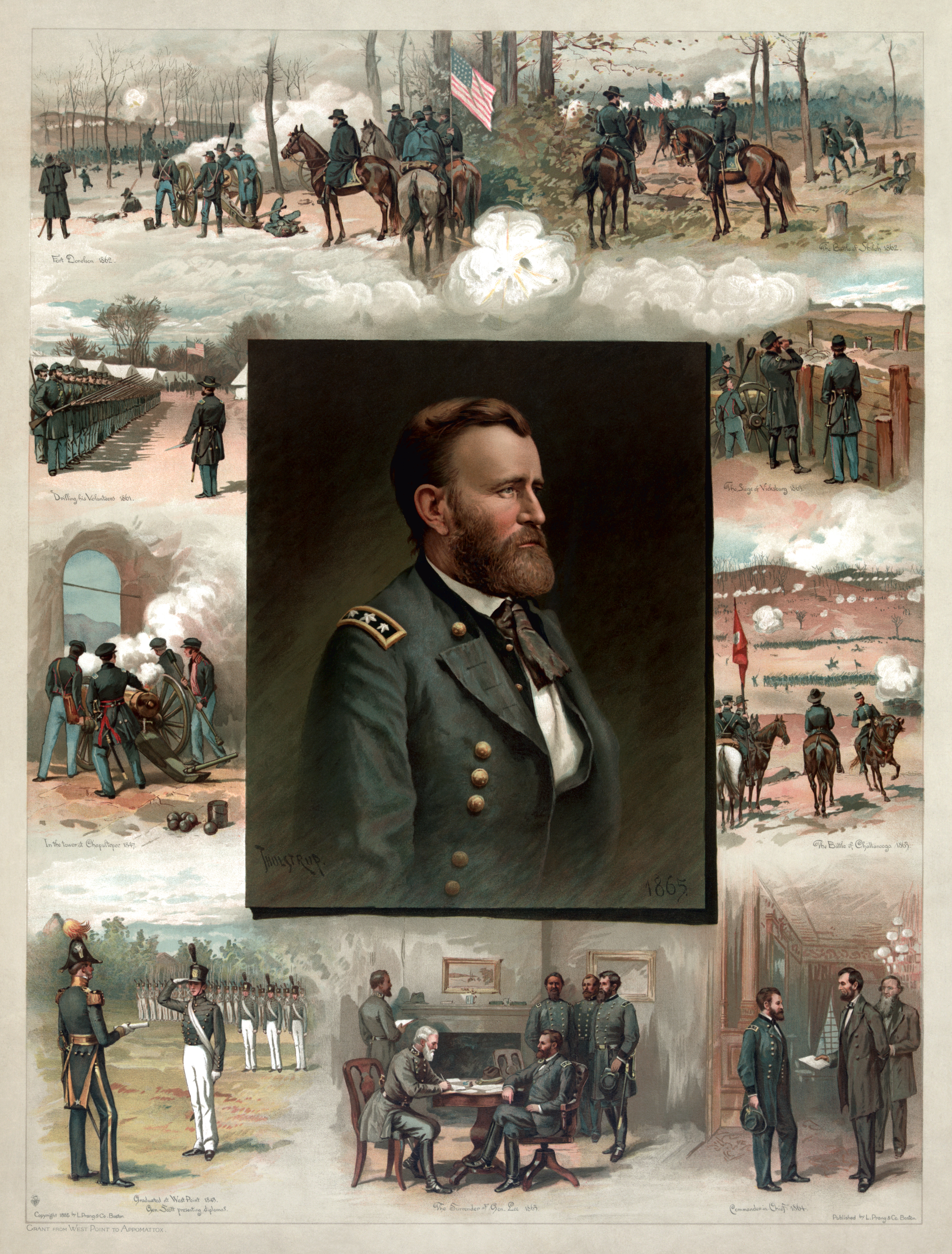
A bal alsó saroktól órajárással megegyező irányban: Diplomázása a West Point akadémián 1843-ban; Chapultepec 1847; az önkéntesek kiképzése 1861-ben; Fort Donelson 1862-ben; Shiloh 1862-ben; Vicksburg 1863-ban; Chattanooga 1863-ban; vezénylő tábornok 1864-ben; Lee fegyverletétele 1865-ben

Johnson a Rekonstrukciót puhán értelmezve anélkül hívta fel a volt konföderációs államokat az unióba való azonnali visszatérésre, hogy a négerek jogállásán változtatott volna. A radikális republikánusok dominálta Kongresszus ellenszegült és a volt konföderációs államok kongresszusi képviselőit nem kooptálta. Johnson elnöki vétóját felülbírálva a Kongresszus megújította a Freedmen's Bureau jogosítványait és 1866-ban megszavazta a polgárjogi törvényt (Civil Rights Act of 1866). A következő évben a választási kampány során Johnson közvetlenül a választókhoz fordult az általa képviselt üggyel, melyet a Swing Around the Circle kampányútján tartott beszédeiben körvonalazott. Johnson azt akarta, hogy az immár igen népszerű Grant vele tartson a körúton, és a lojálisnak mutatkozni akaró Grant beleegyezett. Grant úgy érezte, hogy Johnson szándékoltan konzervatív véleménnyel kampányol a Rekonstrukció ellehetetlenítése céljából.
Grant egyre kevésbé tudott azonosulni Johnson politikájával, s mint feleségének kifejtette, az elnök beszédeit „nemzeti szégyennek” találta. A nyilvánosság előtt továbbra is támogatta Johnsont, miközben igyekezett a későbbi politikai pályafutása szempontjából fontos republikánus törvényhozókat nem elidegeníteni magától. Tartott tőle, hogy Johnson és a Kongresszus ellentéte következtében délen ismét felkelés tör ki, ezért elrendelte, hogy a déli fegyverraktárakból hajózzák északra a fegyvereket, melyeket a déli államok kormányai lefoglalhattak volna.
A konzervatívok és a radikálisok konfliktusa az 1866-os kongresszusi választás után folytatódott. A Kongresszus radikális többsége elutasította Johnson gyors és könnyed megbékülési politikáját a volt konföderációsokkal és megszavazta a Reconstruction Acts néven emlegetett rekonstrukciós törvényeket, melyek a déli államokat öt katonai körzetre osztották. A katonai megszállás felkelés kiújulásának megelőzése mellett a négerek alkotmányos jogainak védelmét biztosította. Ezen körzetek élén katonai kormányzók álltak, akik ideiglenes állami kormányzást folytattak a körzetekben. A kormányzókat Grant választotta ki a Johnson által összeállított listákból, de a Kongresszus terve a Rekonstrukció erőből való végigvitele jobban tetszett neki.
Grant hitte, hogy a rekonstrukciós törvények csillapítják az erőszakot délen, de betartásukkal és alárendeltjeinek erre utasításával elidegenítette magától Johnsont. Mikor Sheridan Louisianában elmozdította a Rekonstrukciót akadályozó hivatalnokokat, Johnsonnak elege lett és meg akart szabadulni Sheridantől. Grant ehelyett letorkollást ajánlott. A Rekonstrukció folyamán Grant és a hadsereg több mint 1500 megválasztott afroamerikai hivatalnok jogait védte. 1866-ban a Kongresszus Johnson vétója ellenére és Grant támogatásával meghosszabbította a Freedmen's Bureau, a felszabadulási hivatal tevékenységét, majd megszavazta az 1866-os első polgárjogi törvényeket a négerek jogait korlátozó Black codes eltörlésével. 1867. július 19-én a Kongresszus ismét Johnson vétója ellenében felhatalmazta Grantet a kongresszus szájíze szerint való Rekonstrukció kikényszerítésével és felügyeletével, s ezzel a déli államok kormányzatait a katonaság alá rendelte.

## A politikus
Ulysses S. Grant 1867-ben szembefordult Andrew Johnson elnökkel, és 1868-ban a Republikánus Párt színeiben elnyerte az elnöki széket. A hadsereg ügyes felhasználásával radikális reformokkal újraszervezte pártját a déli államokban. Kemény lépéseket tett az olyan szervezetek megfékezésére, mint a Ku-Klux-Klan.
Ugyan Grant maga becsületes maradt, de szemet hunyt közeli munkatársai korrumpálódása felett, és kiállt mellettük, mikor üzelmeik nyilvánosságra kerültek. Megakadályozta a polgári szolgálat reformját, és 1872-ben ellehetetlenítette a Republikánus Párt berkeiben működő reformmozgalmat. Az 1873-as gazdasági válság okozta recesszió hatásait képtelen volt visszafordítani. Mindezek miatt a politikai szakértők az Egyesült Államok kevésbé jelentős elnökei közé sorolják, bár tekintélye az utóbbi években valamelyest megnőtt az afroamerikaiak jogainak támogatása miatt.

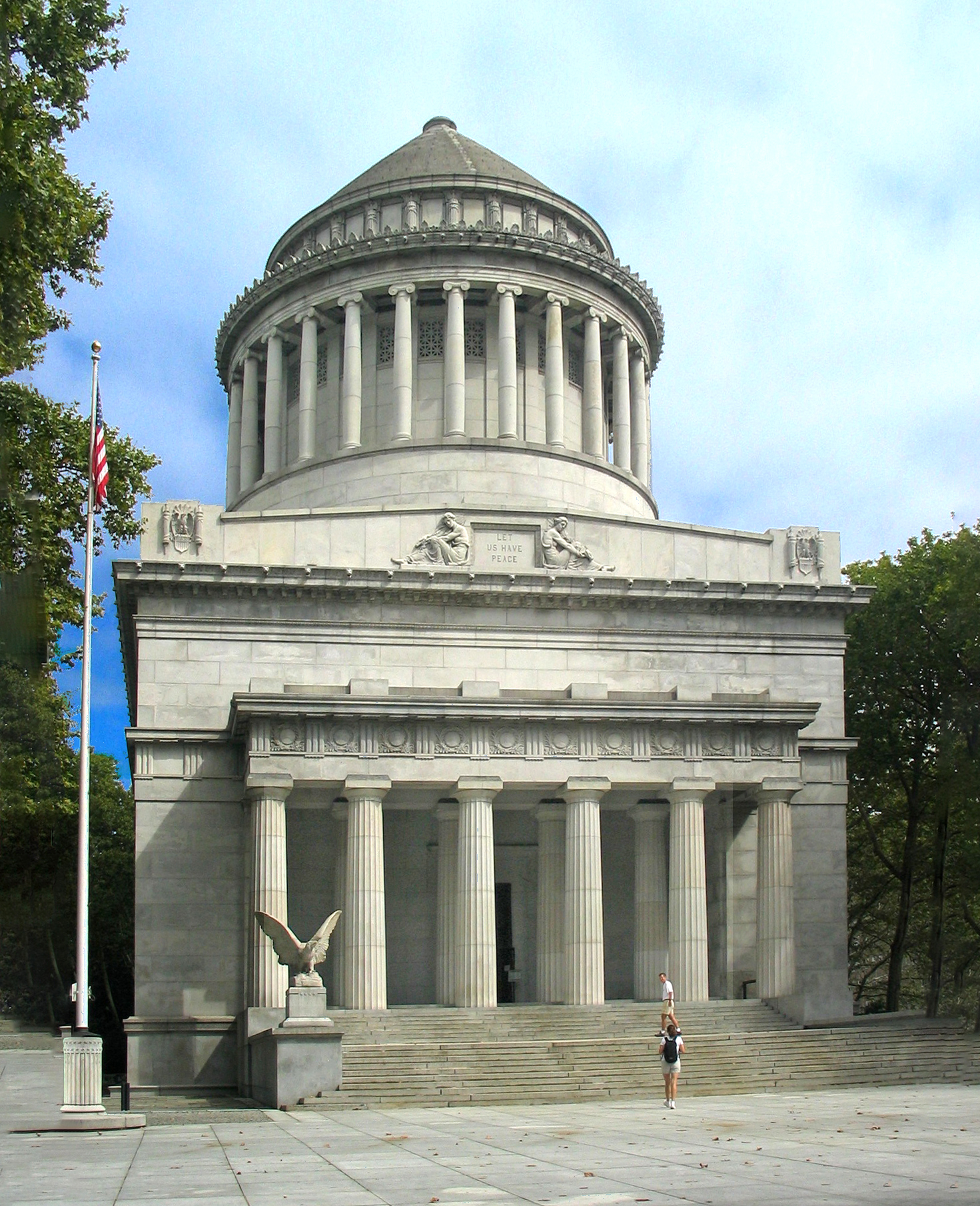
Grant síremléke, Morningside Heights, New York City

## Utolsó évei, emlékezete

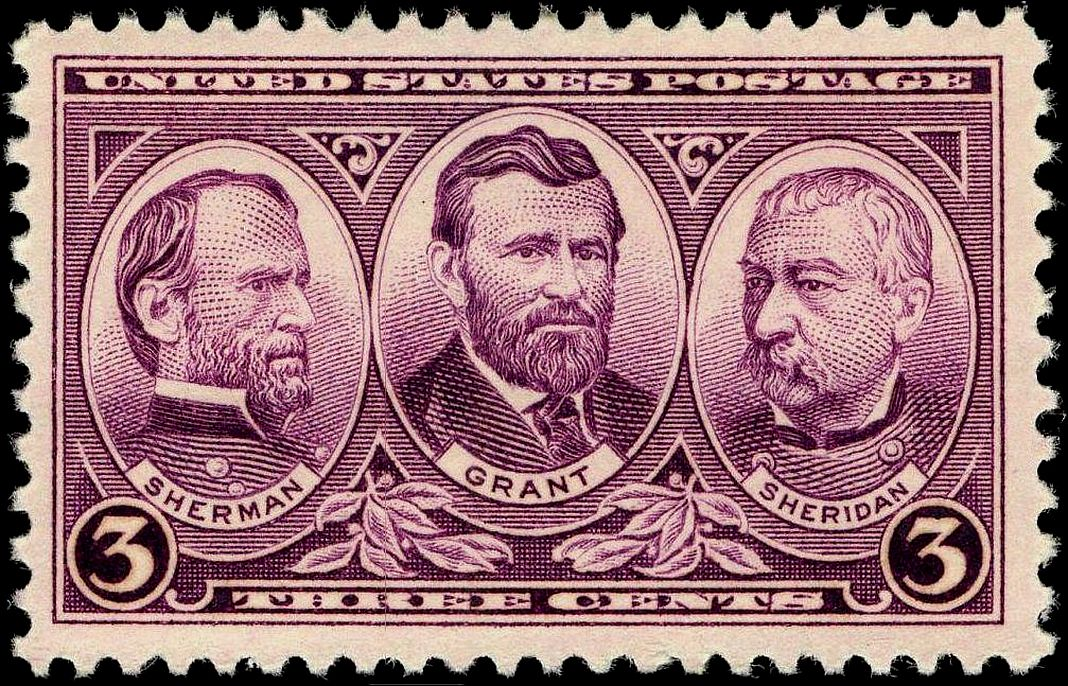
A polgárháború három győztes tábornokának tiszteletére kiadott emlékbélyeg közepén (1937)

1880-ban nem tudta harmadszorra is megnyerni az elnöki választásokat. Hamarosan el is szegényedett, csalók forgatták ki vagyonából, hogy feleségén és gyermekein segítsen, megírta emlékiratait (Personal Memoirs of US Grant), amelyeket először a Century Magazine közölt folytatásokban, s nagyon sikeres lett. Rákbetegségben szenvedett, de pár nappal halála előtt sikerült emlékiratait befejeznie, ezzel anyagilag is segített családján, írását kötetben is többször közreadták.
1885. július 23-án érte a halál. New York Cityben temették el, sírhelye a legnagyobb mauzóleum az Amerikai Egyesült Államokban, Nemzeti Emlékhely.

## Ulysses S. Grant portréja amerikai papírpénzeken
Ulysses S. Grant portréja számos amerikai papírpénzen látható, az ezüstérmékre váltható Silver Certificate államjegyek közül az ő portréja volt az 1886-os és az 1891-es 5 dollároson. Az aranyérmékre váltható Gold Certificate államjegyek közül az 1913-as és 1922-es nagy méretű 50 dollároson, valamint az 1928-as kis méretű 50 dollároson szerepelt. A National Currency Federal Reserve Bank Note típusból Grant képmása szerepelt az 1918-as nagy méretű és az 1929-es kis méretű 50 dollároson. A több ezer kereskedelmi bank által kibocsátott National Currency National Bank Note típusból Grant az 1929-es kis méretű 50 dollároson volt látható.
A Federal Reserve Note típusú bankjegyek közül Grant az 1914-as nagy méretű 50 dollároson, majd a kis méretű 1928-as típusú 50 dolláros 1928-as, 1934-es, 1950-es, 1963-as, 1969-es, 1974-es, 1977-es, 1981-es, 1985-ös, 1988-as, 1990-es és 1993-as dátumváltozatain, az újabb típusú 50 dolláros 1996-os és 2001-es kiadásán, végül a jelenlegi, 2004 óta kibocsátott 50 dollárosokon szerepel.

### Nagy méretű (large size note – 187 x 79 mm) címletek

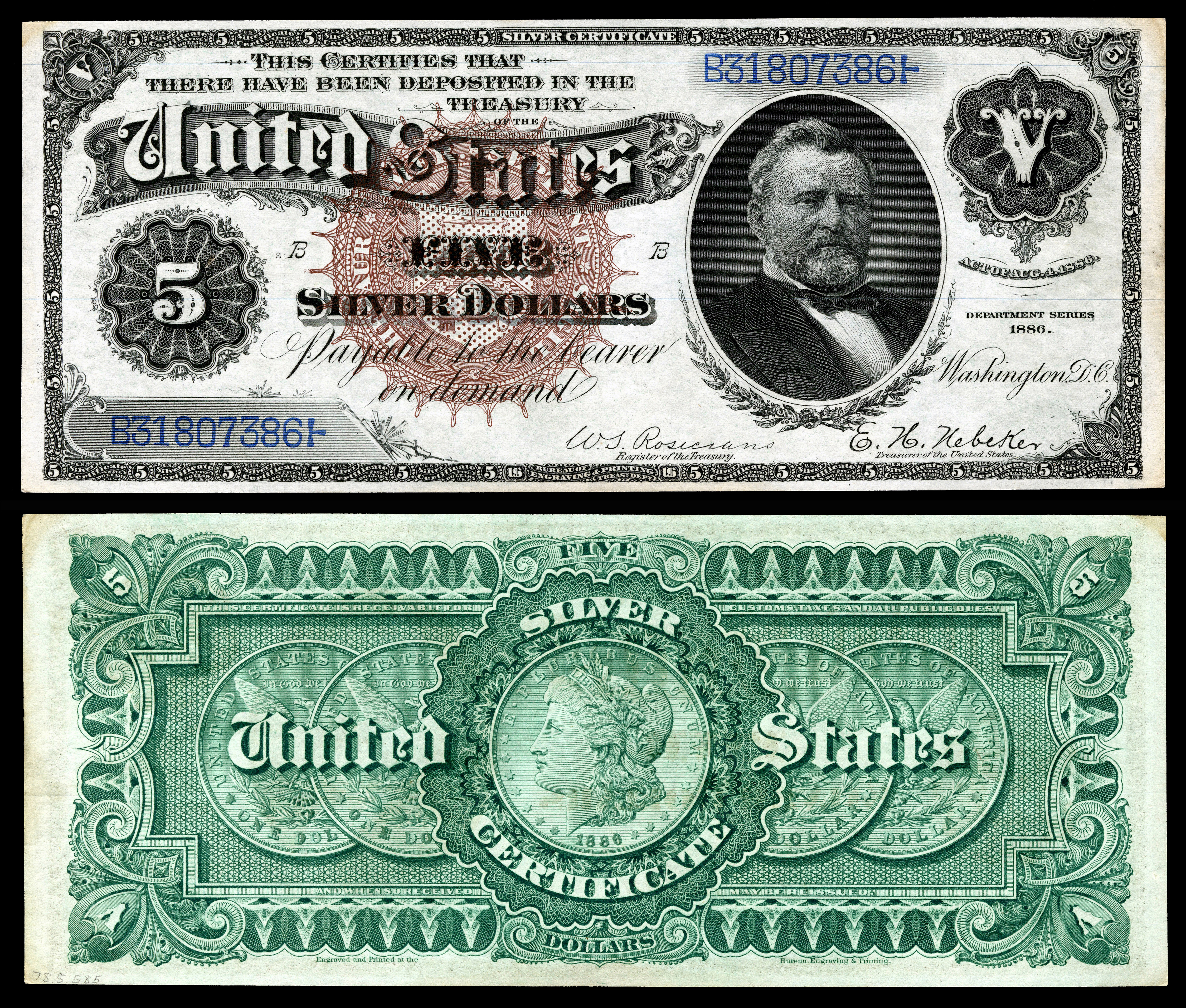
1886-os szériájú ezüstérmékre váltható Silver Certificate típusú 5 dolláros államjegy Grant portréjával.
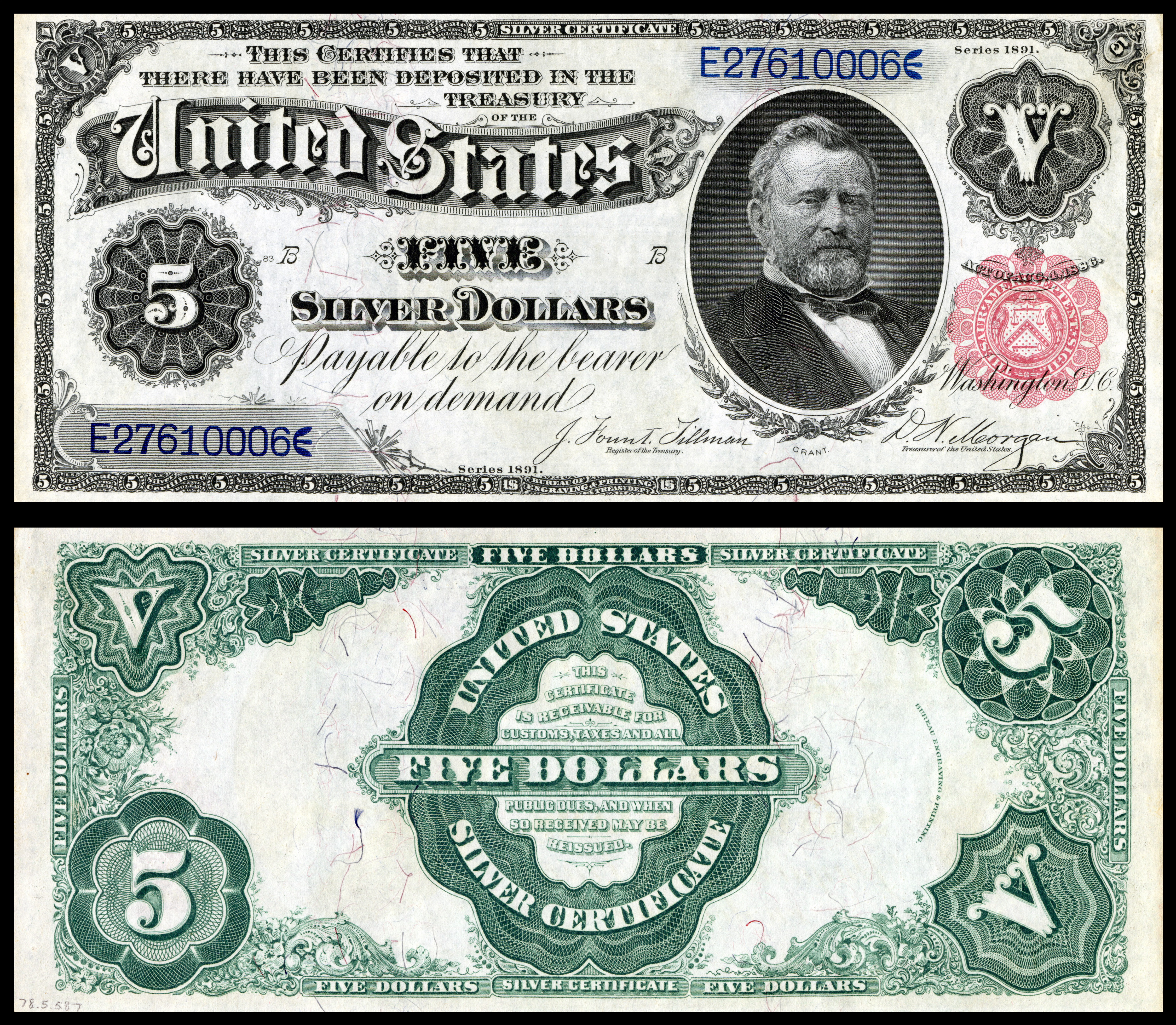
1891-es szériájú ezüstérmékre váltható Silver Certificate típusú 5 dolláros államjegy Grant portréjával.
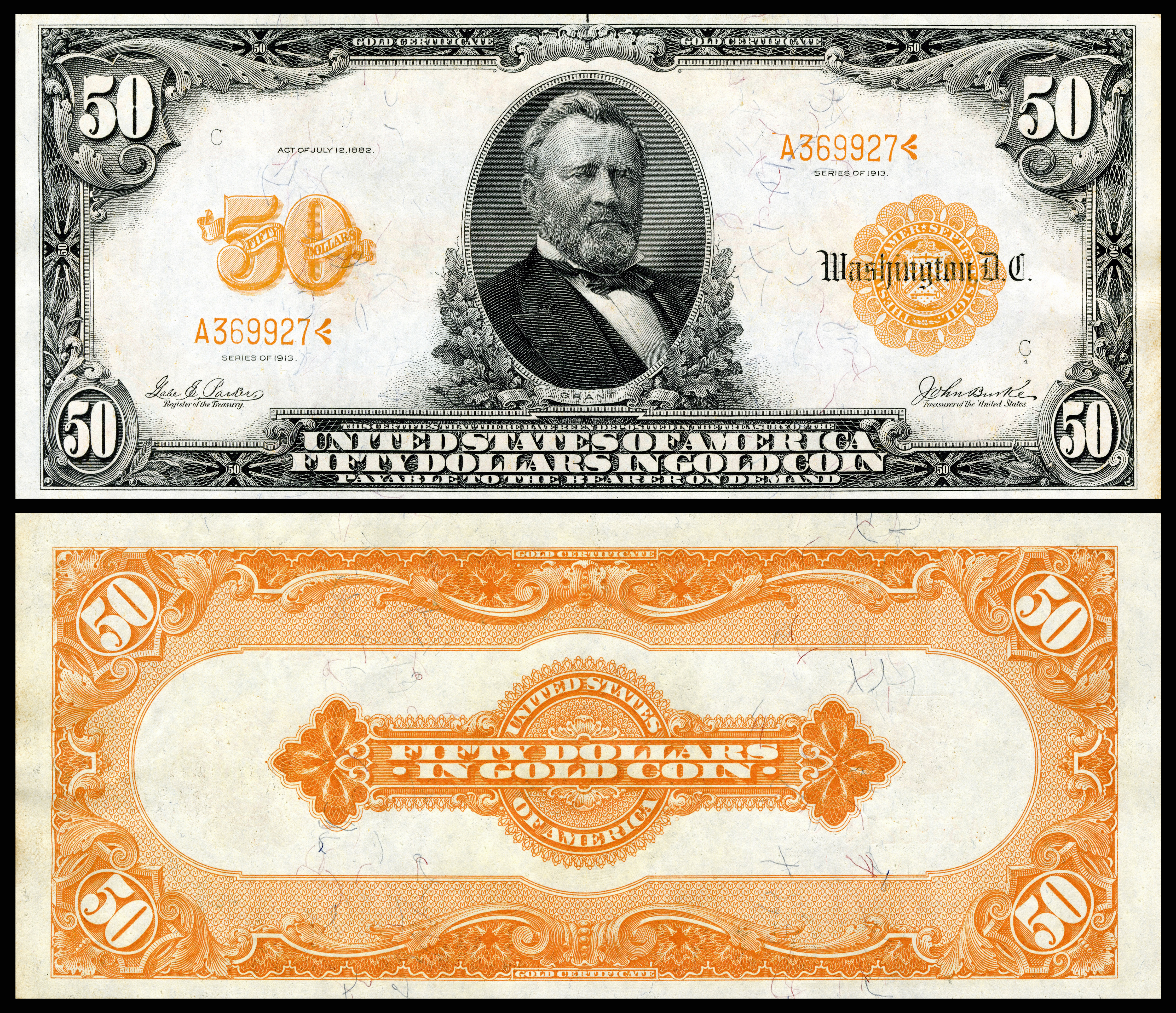
1913-as szériájú aranyérmékre váltható Gold Certificate típusú 50 dolláros államjegy Grant portréjával.
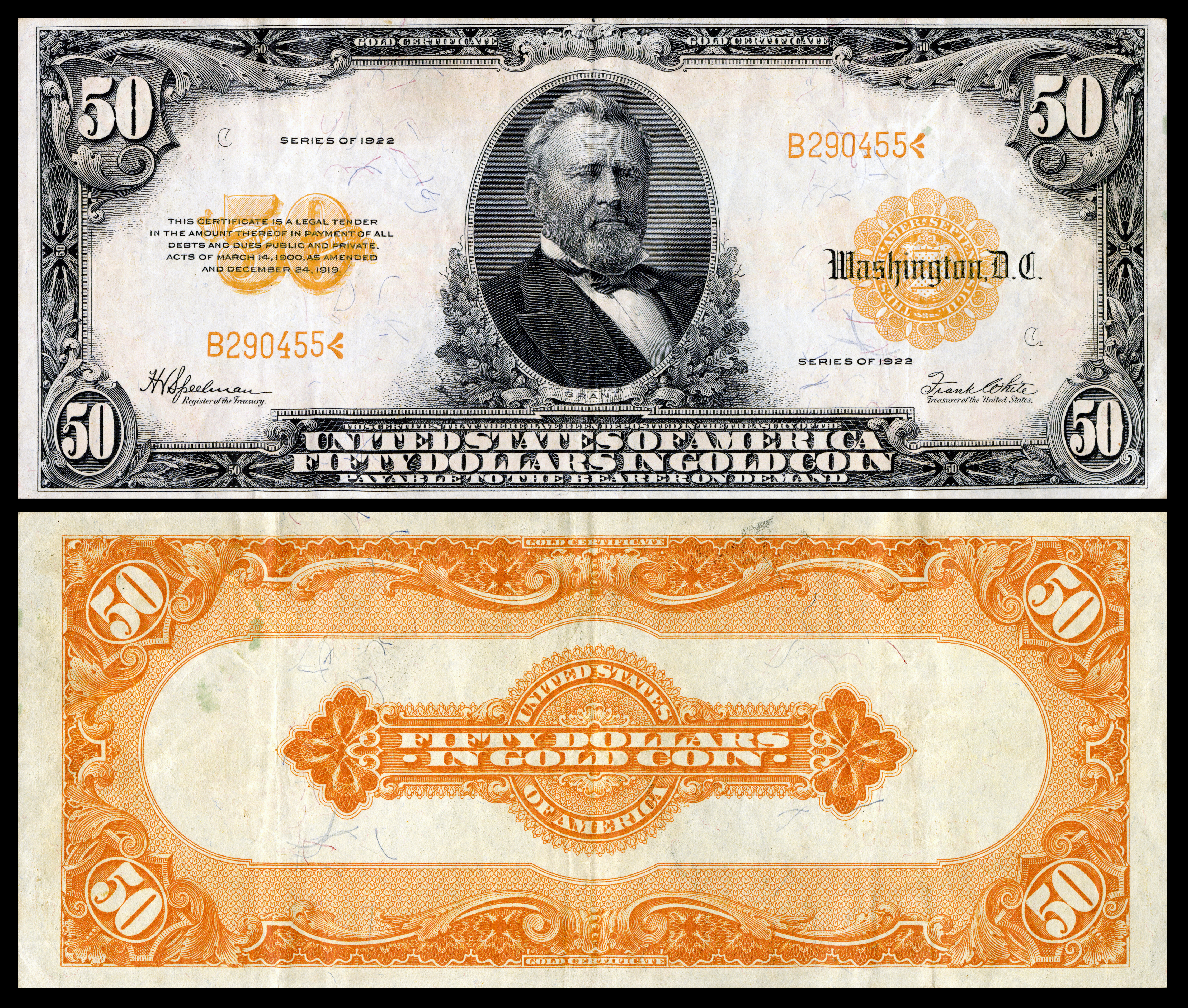
1922-es szériájú aranyérmékre váltható Gold Certificate típusú 50 dolláros államjegy Grant portréjával.
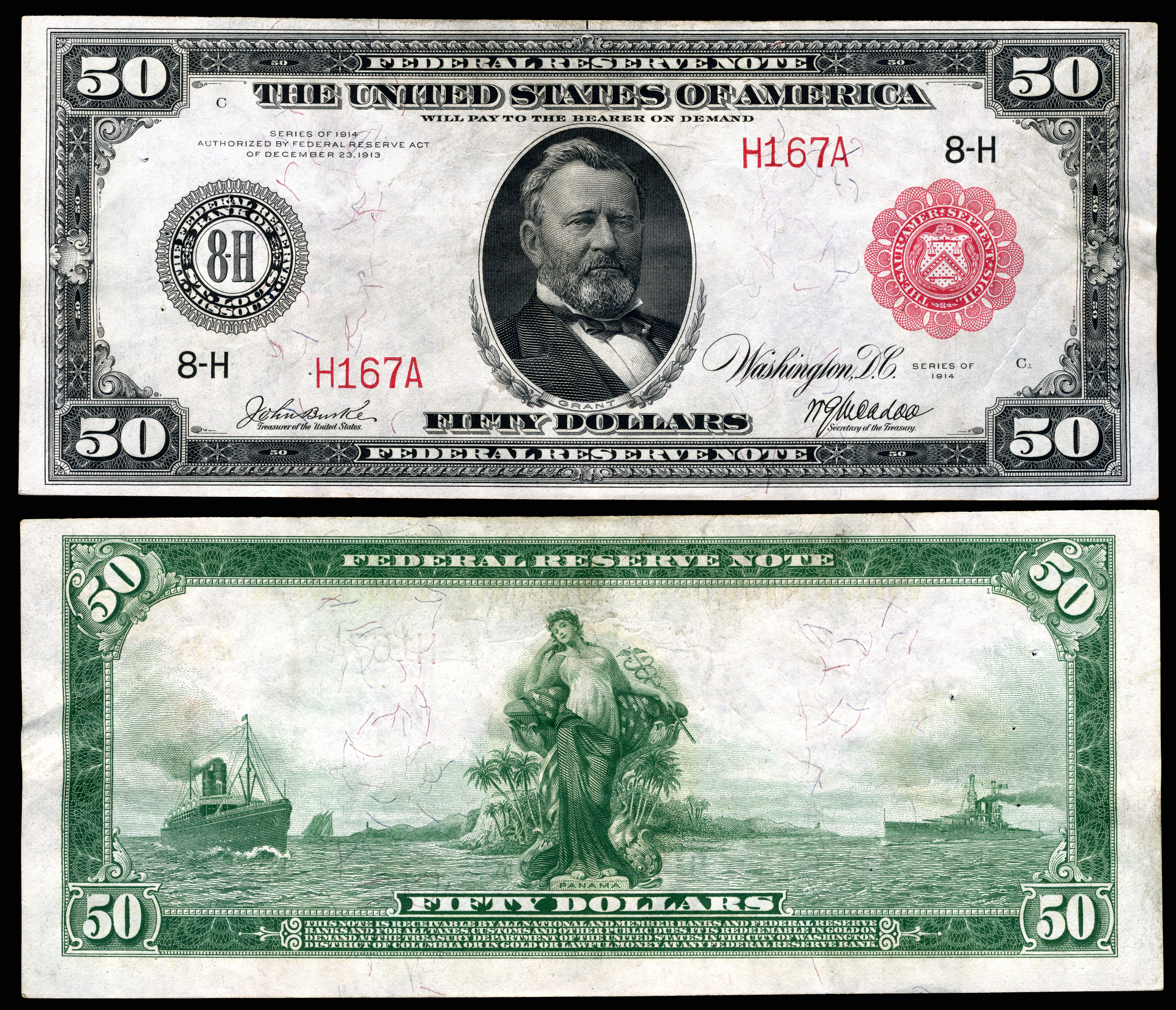
1914-es Federal Reserve Note típusú, a Federal Reserve Bank of St.Louis, Missouri által kibocsátott 50 dolláros bankjegy Grant portréjával.
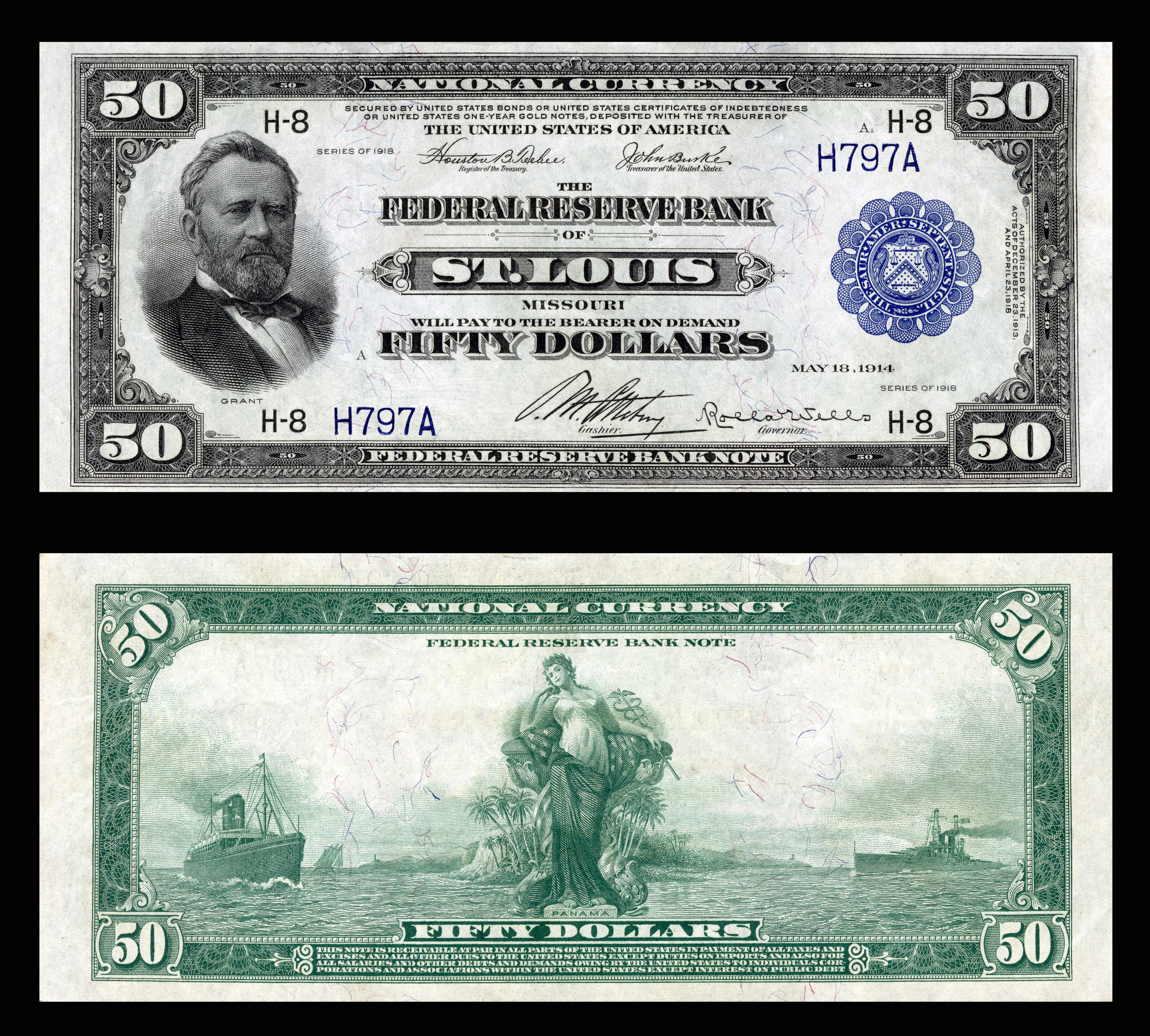
1918-as National Currency Federal Reserve Bank Note típusú, a Federal Reserve Bank of St.Louis, Missouri által kibocsátott 50 dolláros bankjegy Grant portréjával.

### Kis méretű (small size note – 156 x 67 mm)

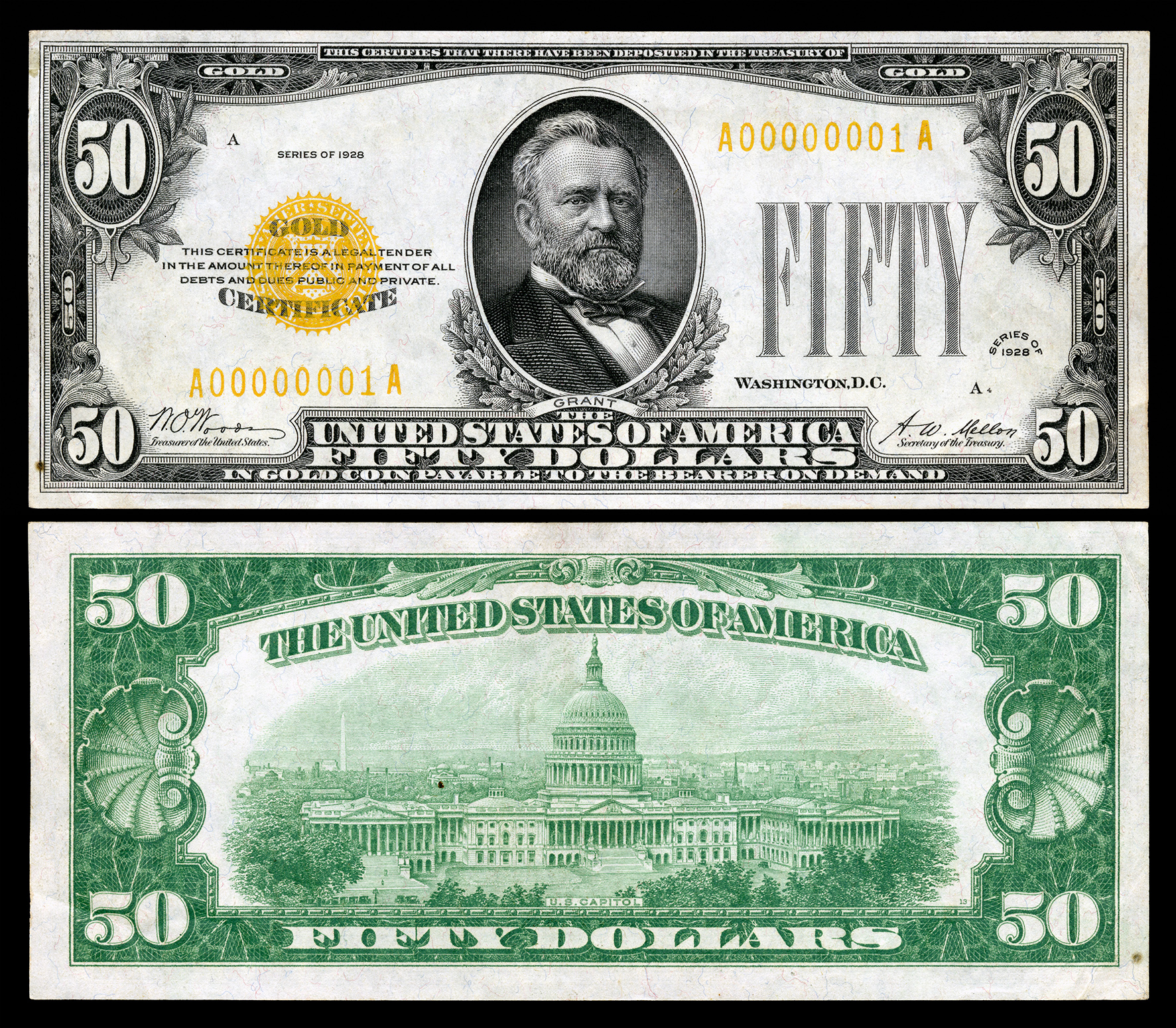
1928-as szériájú aranyérmékre váltható Gold Certificate típusú 50 dolláros államjegy Grant portréjával.
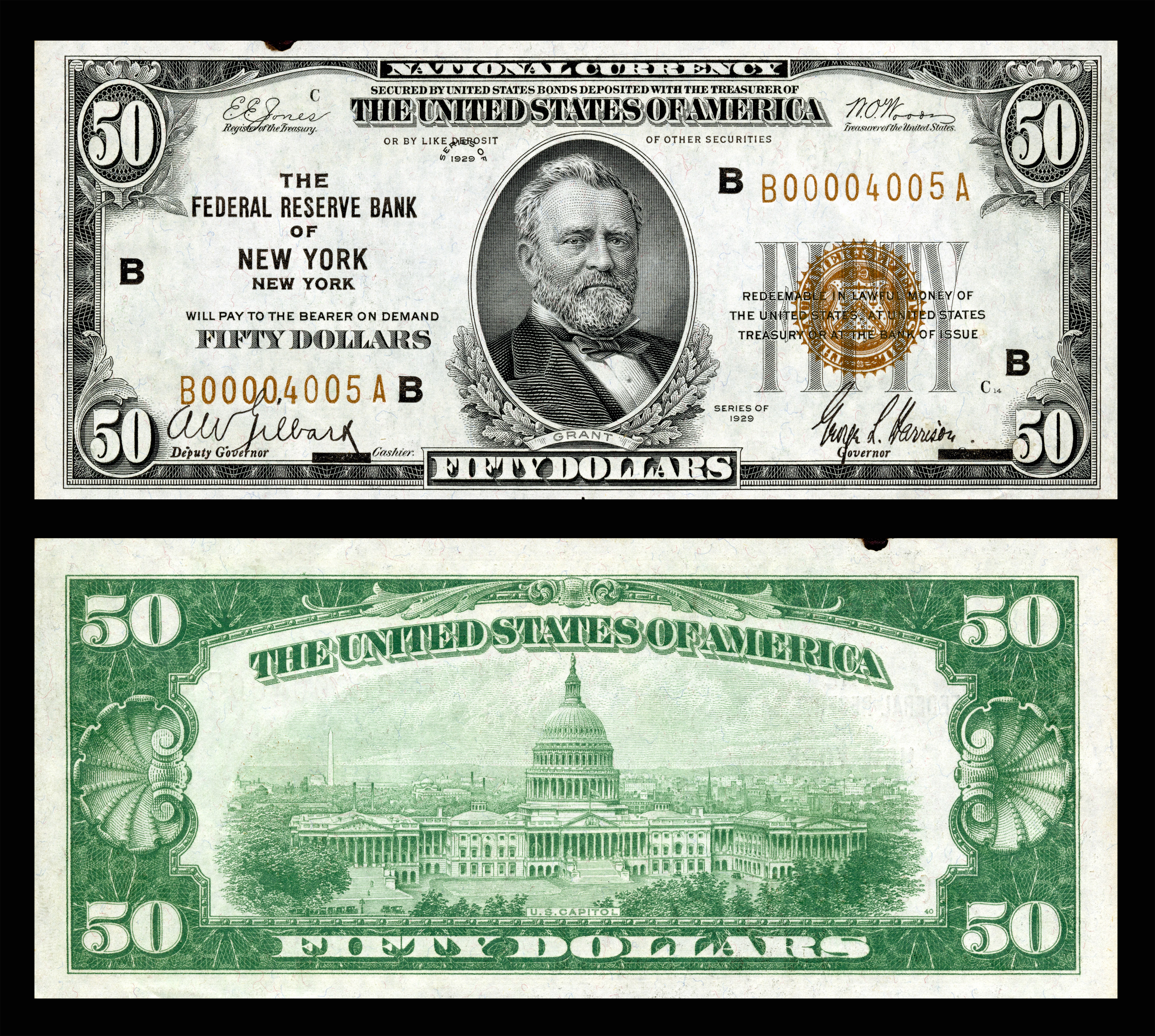
1929-es szériájú National Currency Federal Reserve Bank Note típusú, a Federal Reserve Bank of New York, New York által kibocsátott 50 dolláros bankjegy Grant portréjával.
1969-es szériájú, Federal Reserve Note típusú, a Federal Reserve Bank of Cleveland, Ohio által kibocsátott 50 dolláros bankjegy Grant portréjával. A típust rendkívül hosszú ideig, 1928 és 1993 között bocsátották ki.
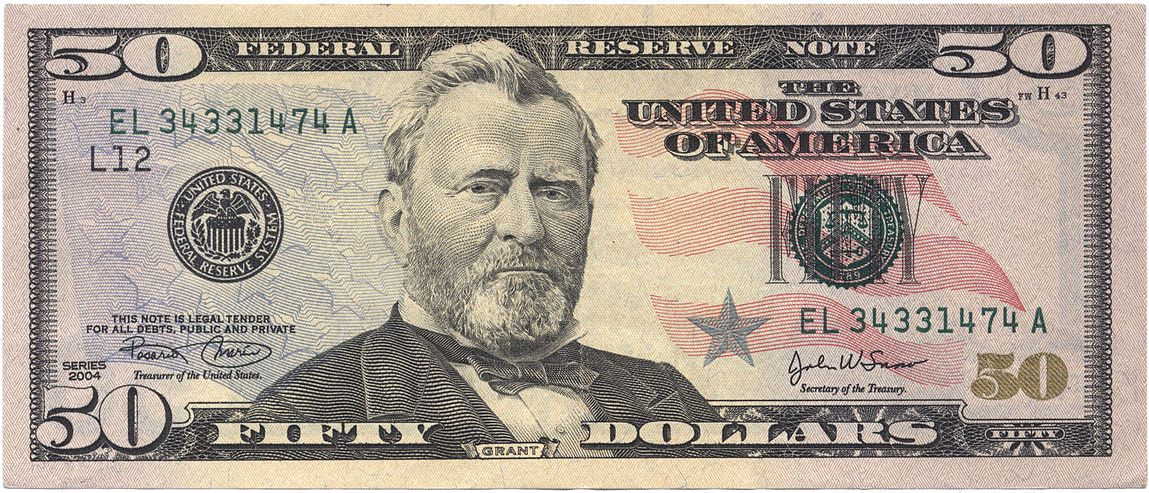
A 2004 óta kibocsátott Federal Reserve Note típusú 50 dolláros Grant portréjával.